# 中国铁路25B型客车
25B型客车，是中国铁路的客车车型之一，分单层和双层两种，其中单层25B以非空调客车为主，也是目前较为常见的非空调客车型号之一，双层25B则全数为空调车。

## 单层25B型客车

### 概要
1991年，在168辆25A型新型空调客车试制和应用成功后，铁道部再次提出生产“升级换代产品 25.5米 空调和非空调客车”的要求。长春客车工厂（今为长春轨道客车股份有限公司）在25A型客车的基础上同时研制了25G型新型空调客车和非空调及本车供电空调的25B型客车。25B型客车是总结22型客车的设计、制造、运用经验的基础上而开发的非空调普通客车升级换代车型。25B型客车设计技术条件，如尺寸、車體、轉向架、構造速度、制動裝置等均與与25A/G型相同，但25B型的硬座车、软座车、硬卧车取消了空调装置，改装车顶切式通风器和燃煤供暖装置，仅在软卧车和餐车安装了空调装置，电力来源采用本车供电方式，车下吊装柴油发电机组，并非像25G型采用发电车集中供电。按铁道部分类这种自供电车厢属于“普通空调客车”，而非“新型空调客车”，自供电空调按季节使用，使用时收空调费。虽然这种车厢配备了柴油发电机，但客车饮用水加热和采暖仍然用燃煤锅炉，使用独立燃煤锅炉温水循环供暖装置。与25G型一样，25B型整车采用经过预先处理的耐候钢板，无中梁、无压筋的薄壁筒形整体承载结构，底架为金属波纹地板无中梁结构。车窗为铝合金半开式，和折页式车门。构造速度为每小时140公里，最大允许速度是120KM/H，这是因为需要满足平直道上达到800米紧急制动距离要求（25A/B/G型速度为140KM/H时，紧急制动距离为1200米），无限定运用区间。一辆25B型硬座车估计比22B型硬座车造价提高50%左右。
25B型客车在1992年起生产，包括有硬座车（YZ）、软座车（RZ）、硬卧车（YW）、软卧车（RW）、餐车（CA）、行李车（XL），以及专供中央首长和高级外宾用的高级软卧车等种类。制造厂商包括长春轨道客车、唐山軌道客車、四方機車車輛厂和南京浦鎮車輛廠。初期生产的车辆种类较为混乱。25B型硬卧车（YW25B）和软座车（RZ25B）除了最普通的非空调版本外，有些是1992年～1993年左右长春客车工厂和唐山厂制造的集中供电单元式空调客车，并非后期改造。空调软座车内部为可调节式座椅，主要配属于广州铁路局（今广州铁路集团），在1993—2000年间运行肇庆—佛山—九龙的直通车；而空调硬卧车大多配属于哈尔滨铁路局和沈阳铁路局。
此外，有不少本来无空调的25B型硬座车、软座车和硬卧车在后来被改造成带空调的自供电车厢（供电方式与软卧车相同），又或改造成25G型集中供电空调车。

### 車內布局
硬座車為 3+2 座位布局，共 128 / 122（带列车长办公席） 個座位；軟座車為 2+2 座位布局，定員80人；硬臥車共有11/10（帶播音間的硬臥車）個開敞式或半包式間隔，每間隔左右兩邊有上中下三個鋪位，定員66/60人；軟臥車有9個包間，每間左右兩邊各設上下兩個鋪位，定員36人。以上車种設有乘務員室、烧煤锅炉間、开水处、洗臉間和卫生间各一个（少部分取消了乘務員室而增加一个播音間或厕所）。而餐車設有 12 張餐檯，可供48人同時就餐。

### 涂装
2014年前，单层国内25B型客车采用与22B型客车相同涂装，即草绿色车身、中灰色车顶搭配车窗上下各有一条黄色色带的涂装设计。而国际联运25B型客车则采用25G型客车相同涂装，即白色车身，车窗部分有一条橘红色色带，车窗下、车顶边缘和车底边缘各有一条浅橘色色带的涂装设计。
据中国铁路总公司运输局要求，单层25B型客车，采用以橄榄绿为主色的涂装方案，通过腰饰带两端形状的淡黄色块数量区别不同的车型。目前25B型客车涂装以墨绿色为底色，车窗上下侧分别喷印黄色条带，其中，车窗上侧黄色条带宽度相等，车窗下侧黄色条带靠近车门部分较车厢中部部分偏细，粗、细黄色条带间使用2个黄色色块过渡。

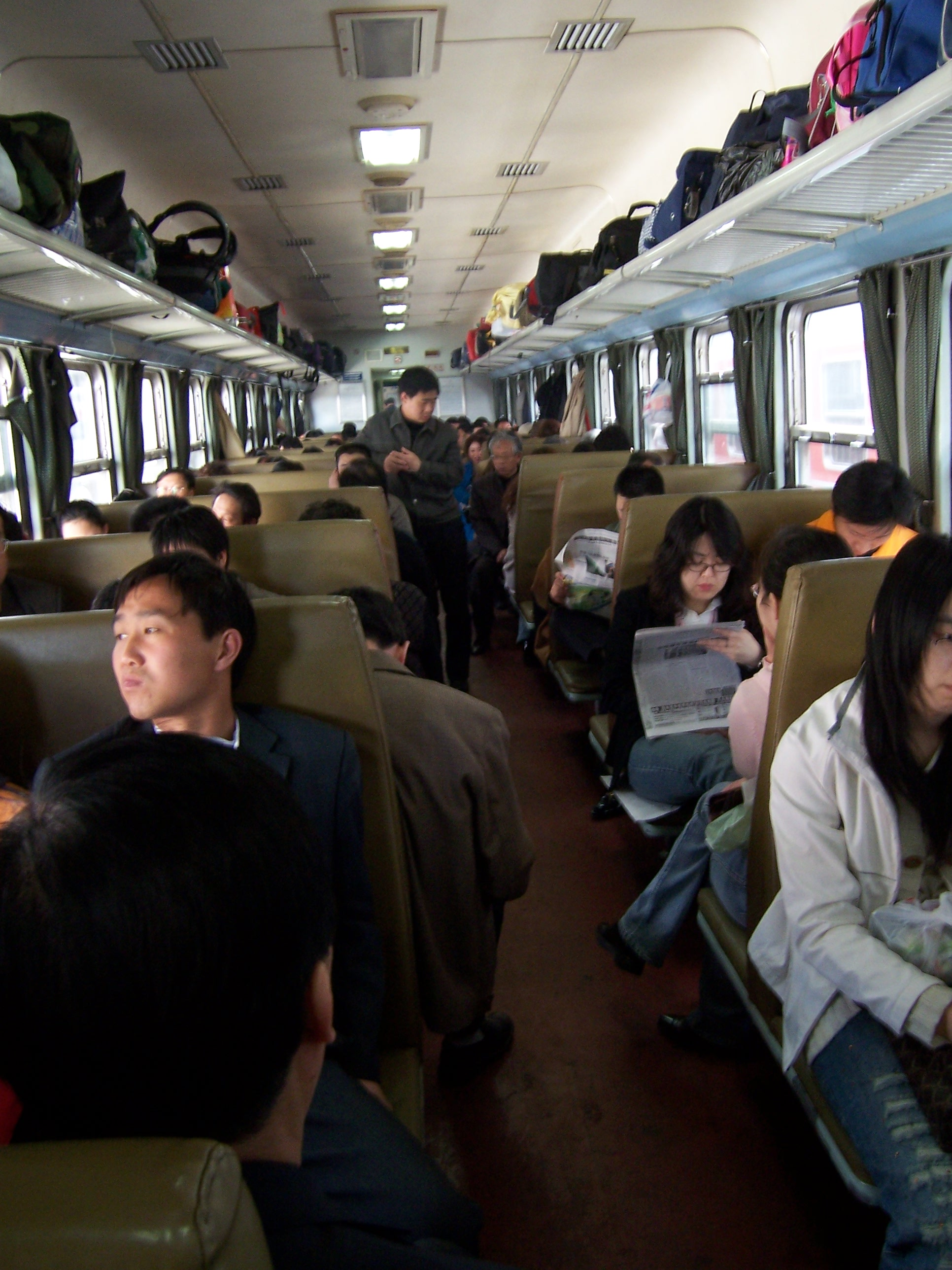
25B型硬座车车厢内部布局
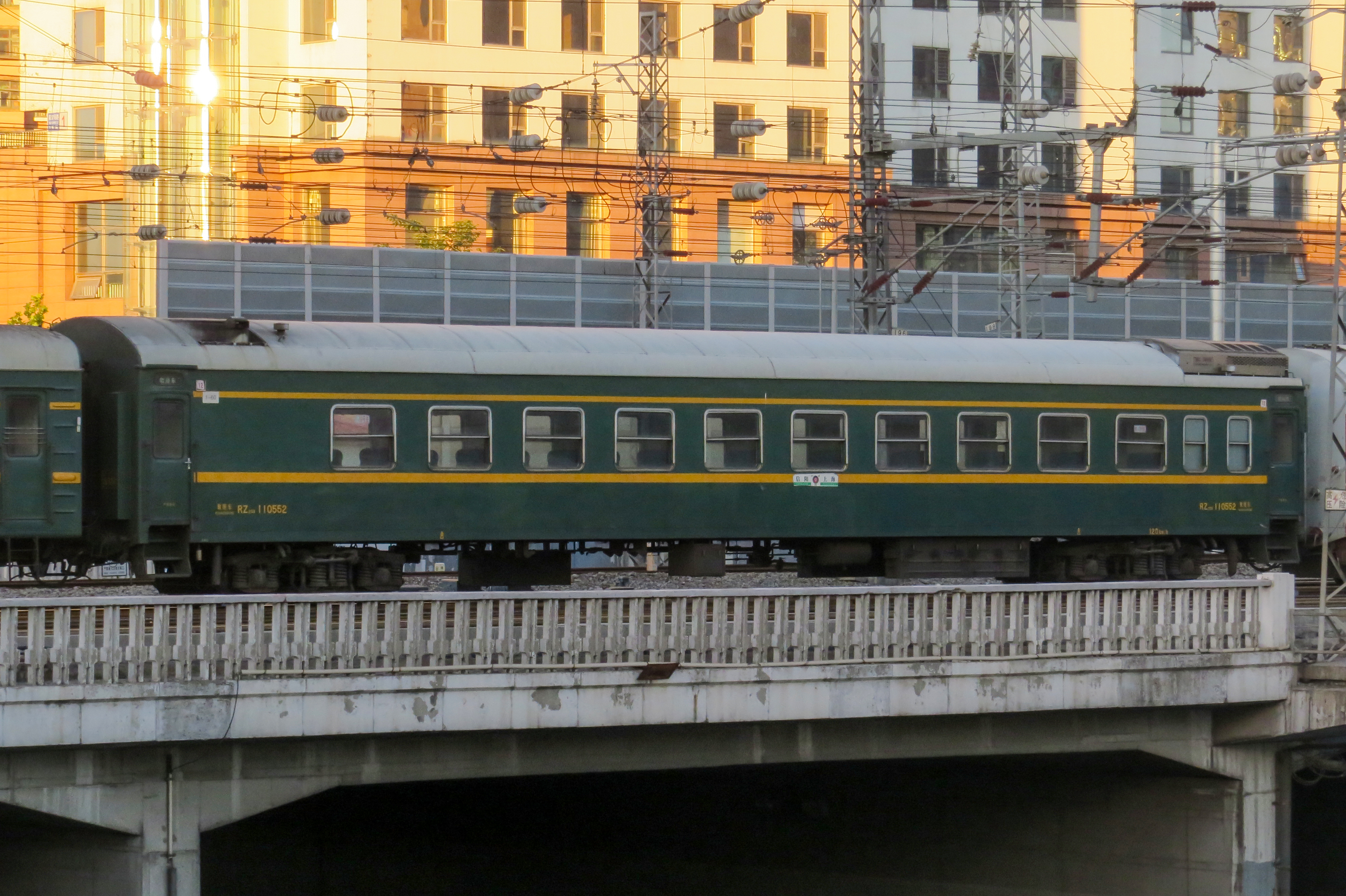
RZ25B软座车
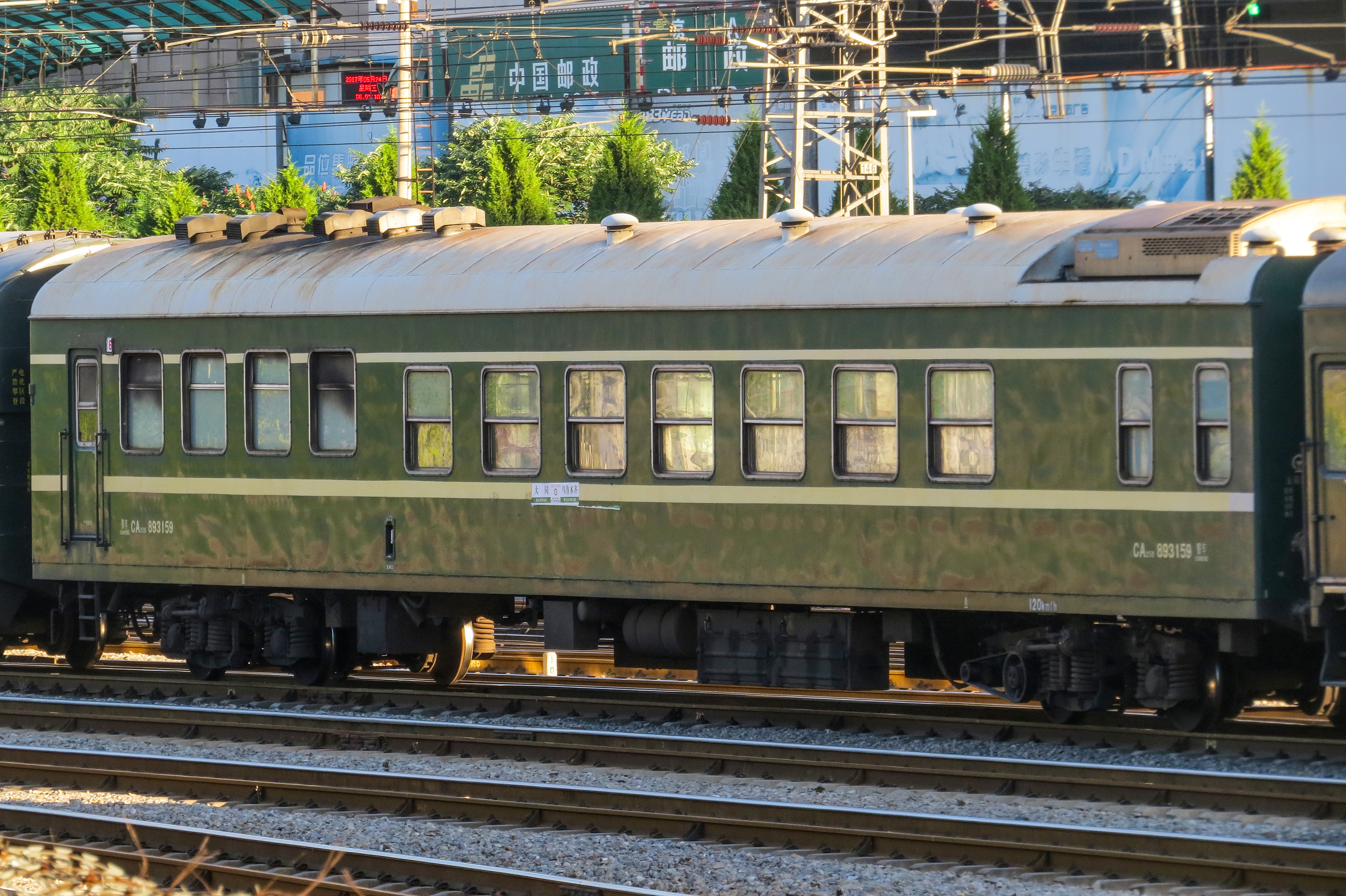
CA25B餐车
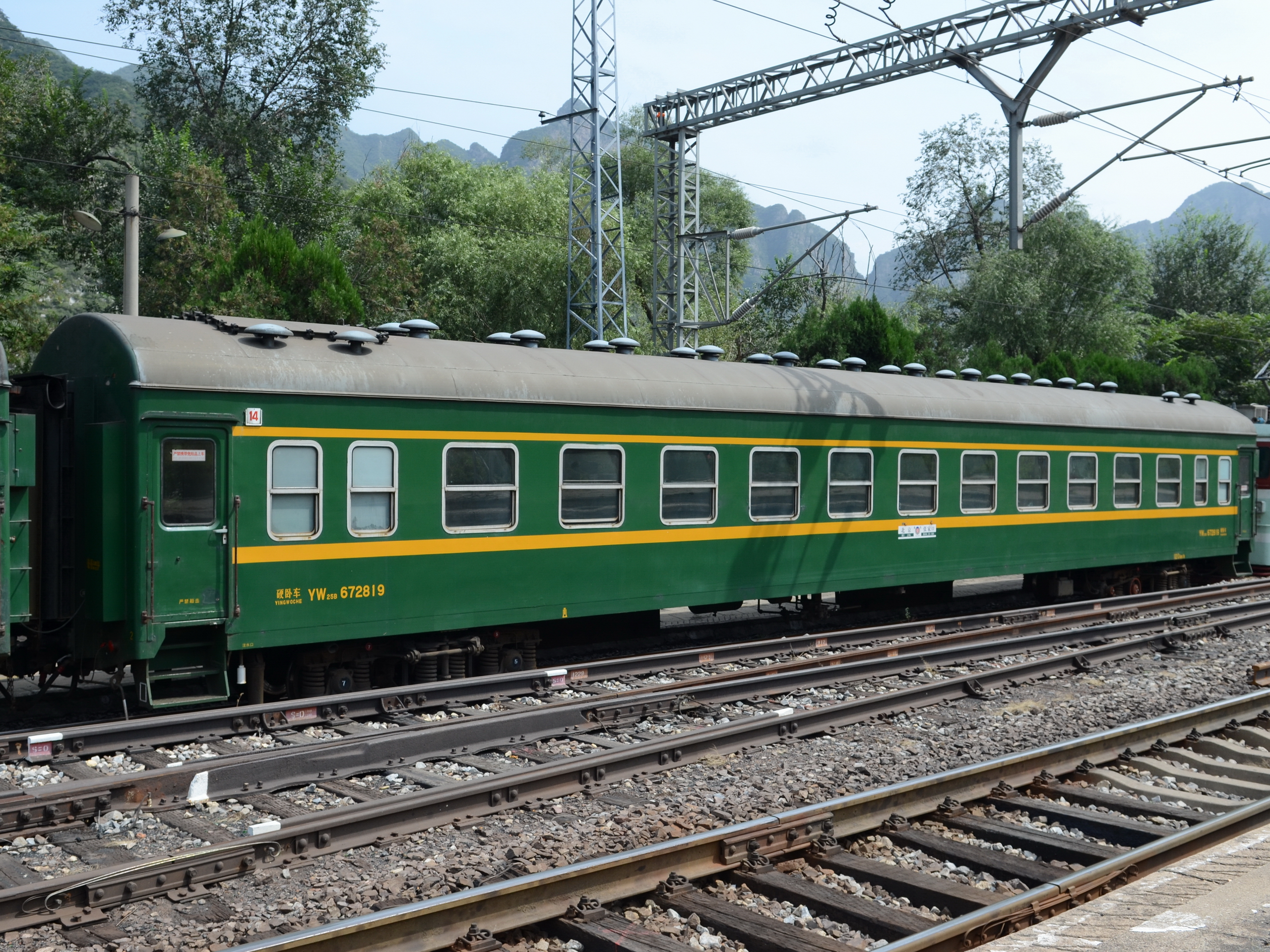
YW25B硬卧车
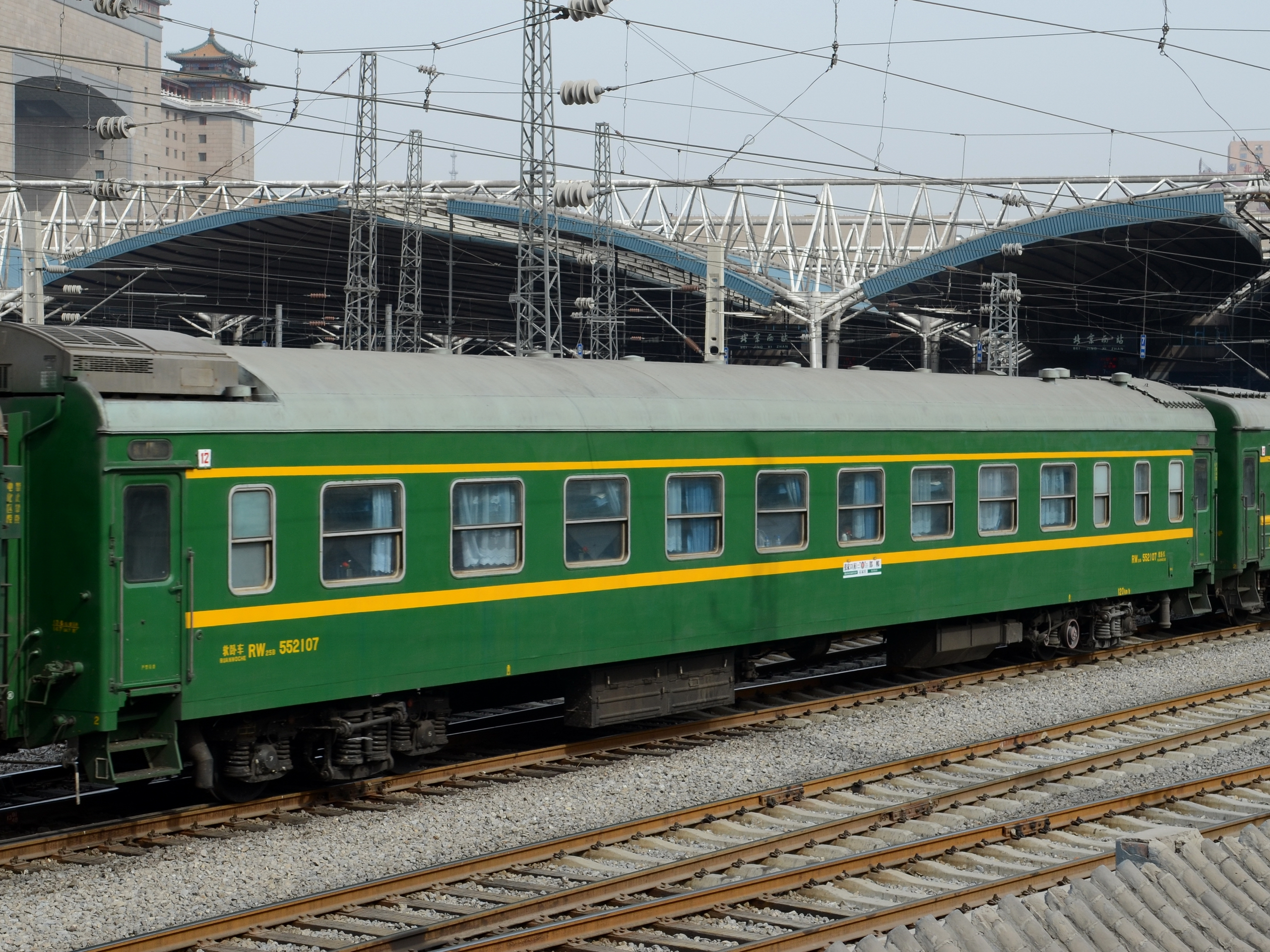
RW25B型软卧客车
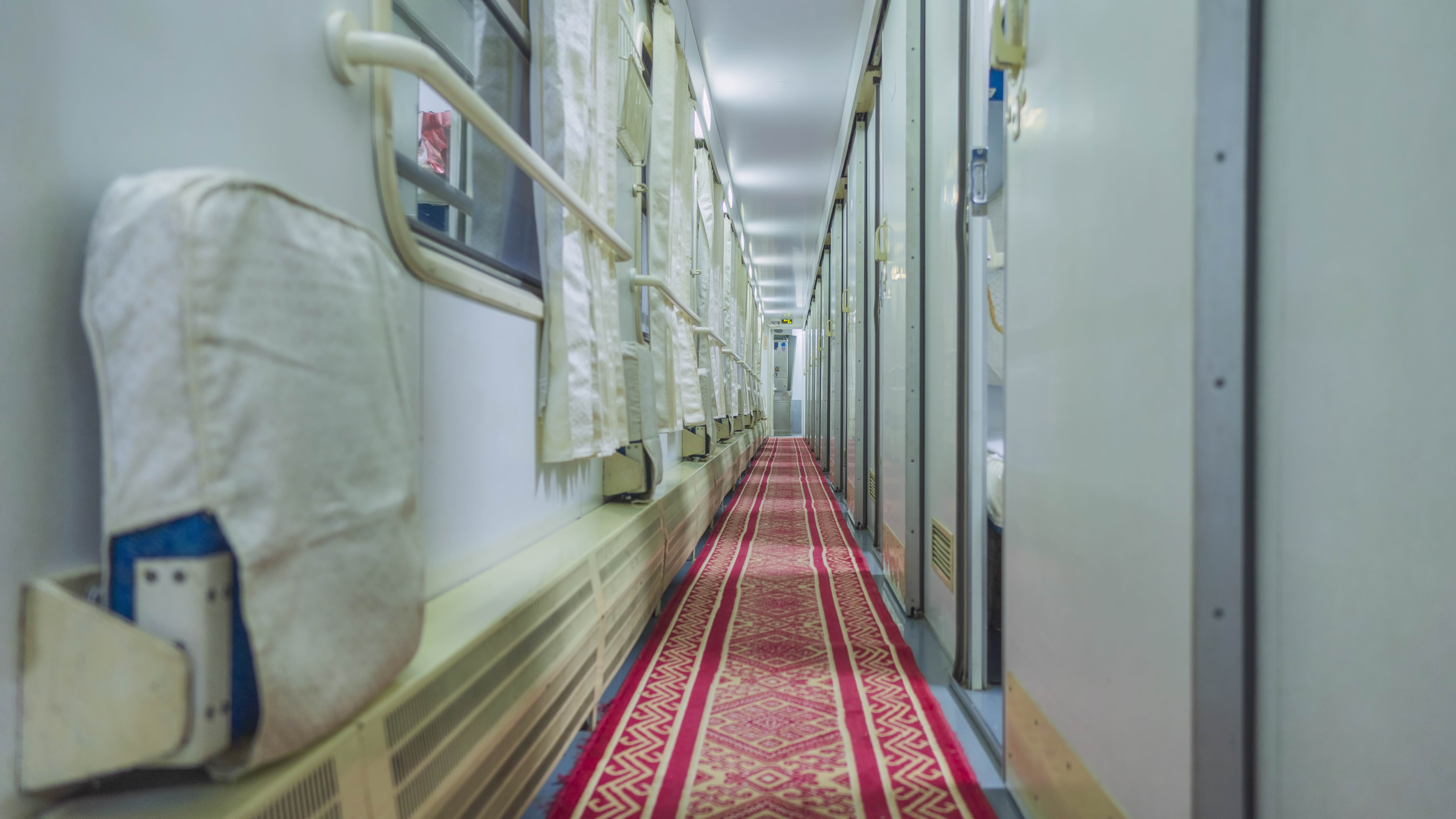
RW25B型软卧车内部
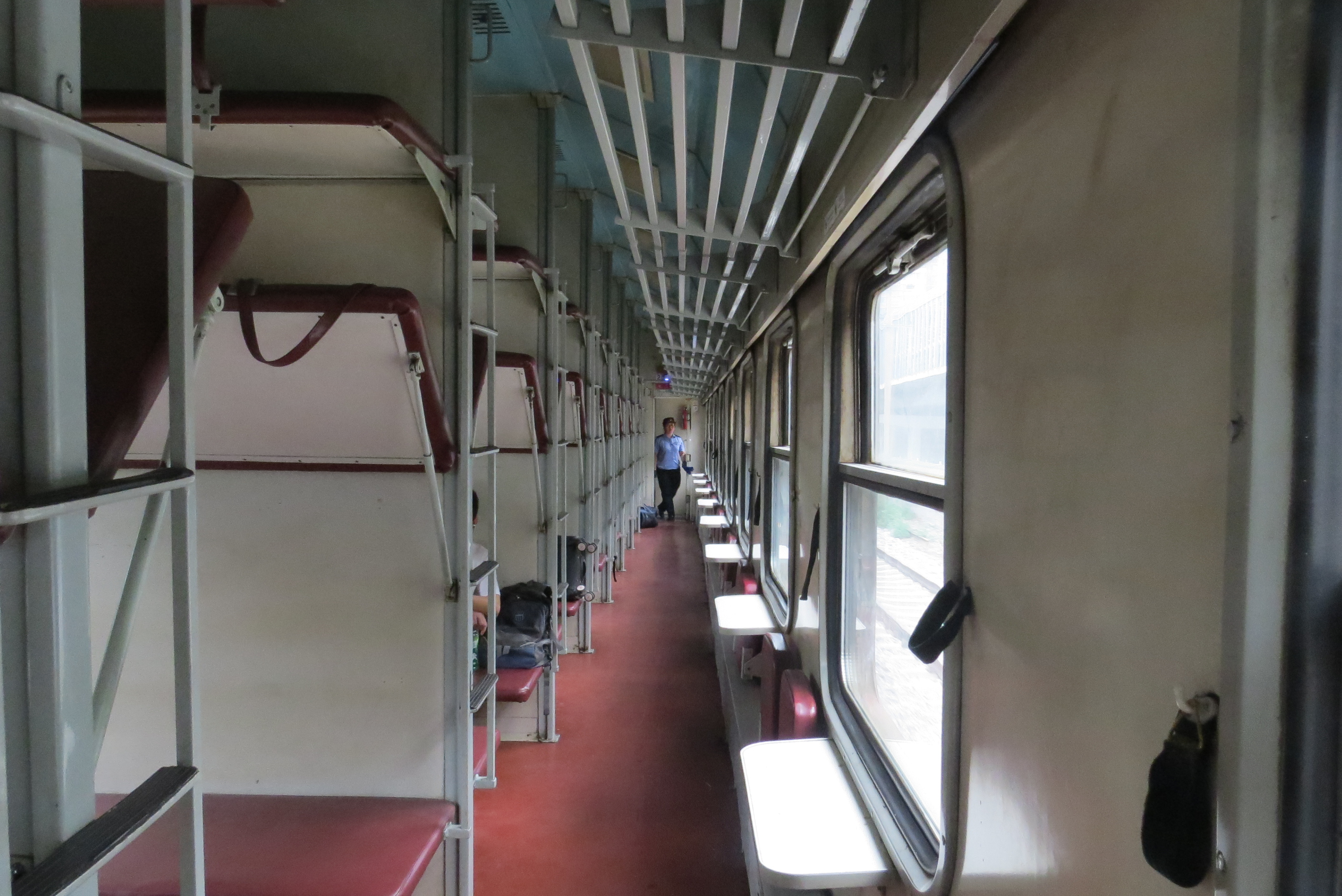
前期型YW25B硬卧车内部（中铺被折起以便卧代座）
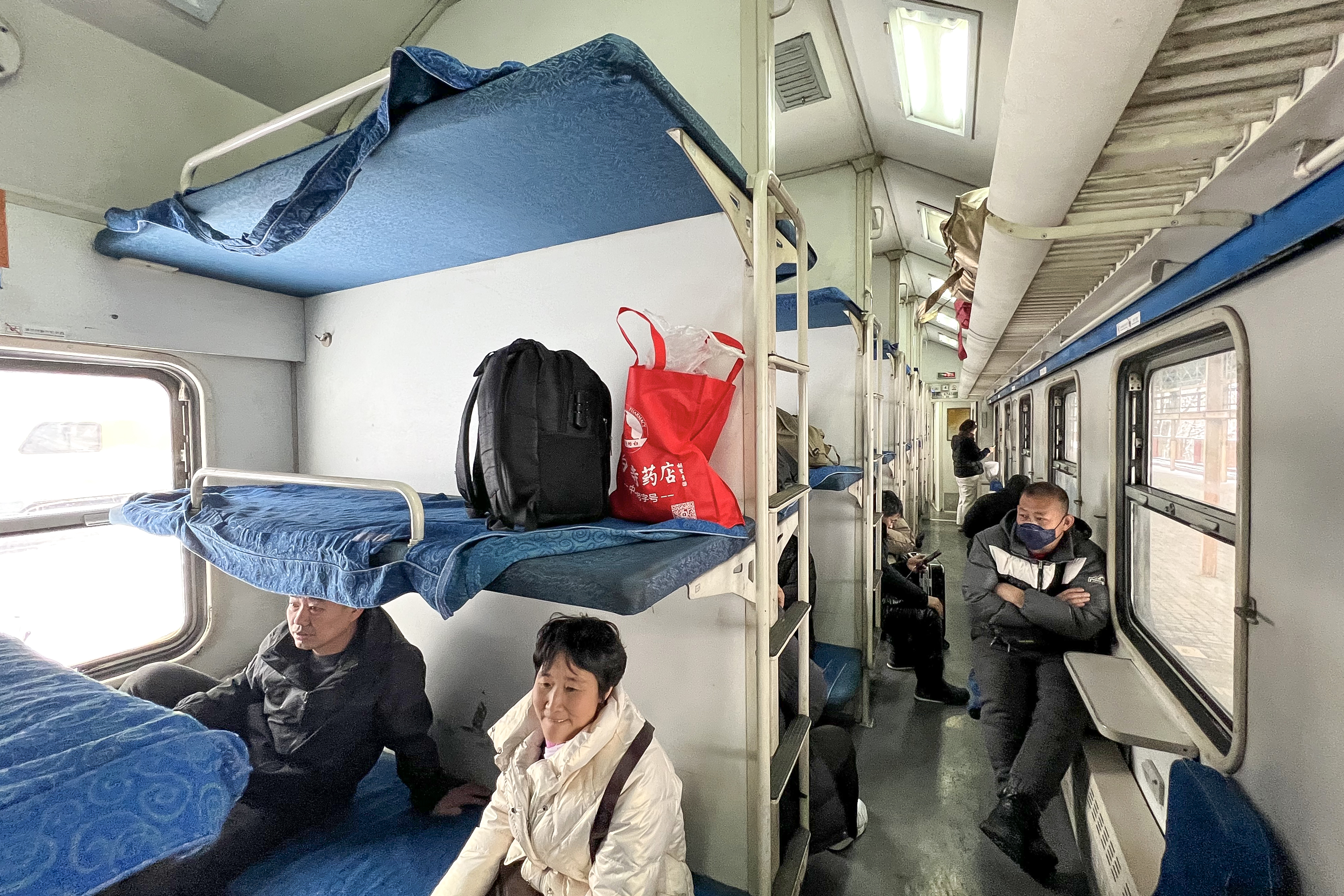
后期型YW25B硬卧车内部
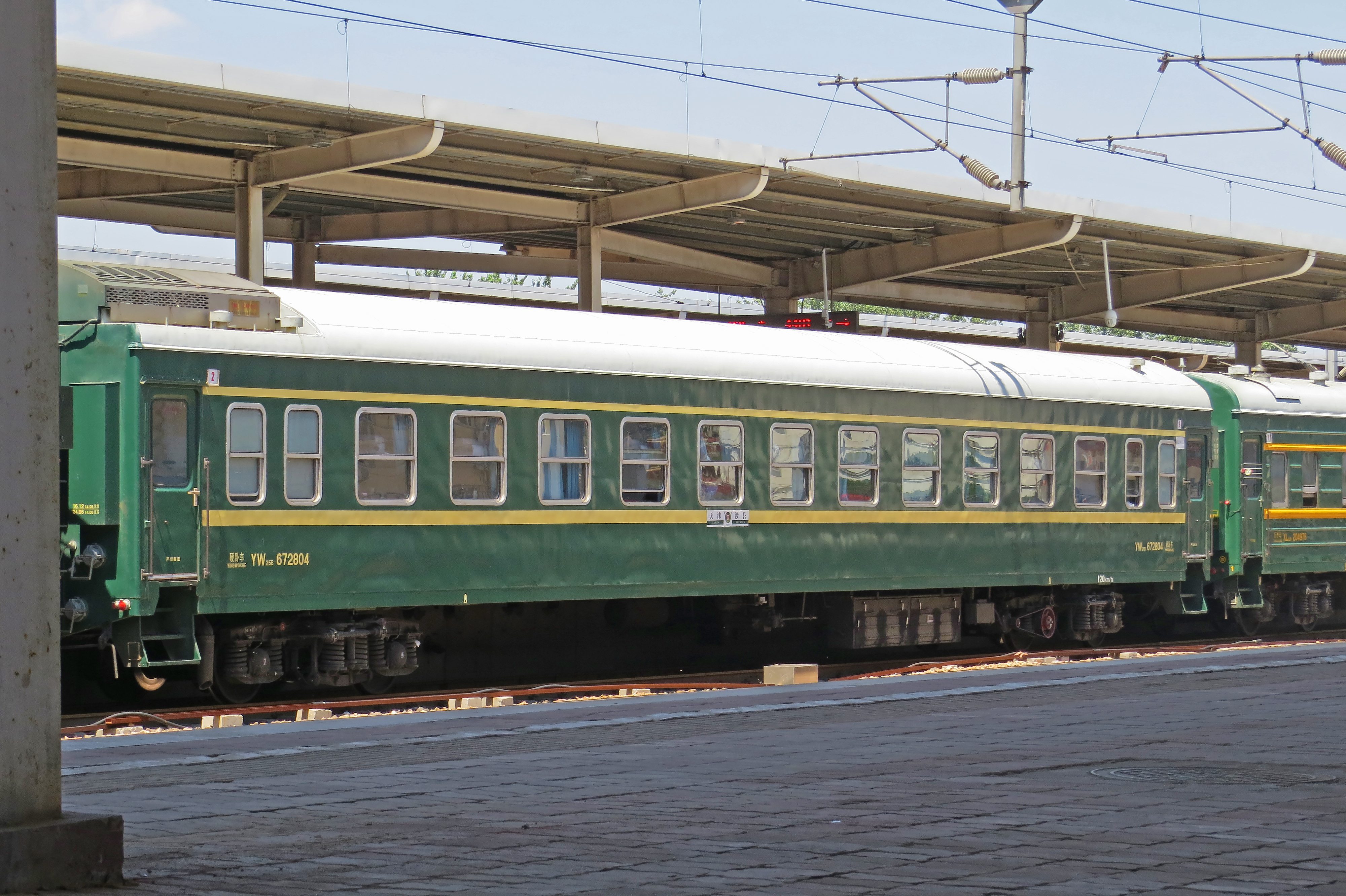
4481次列车的空调YW25B宿营车
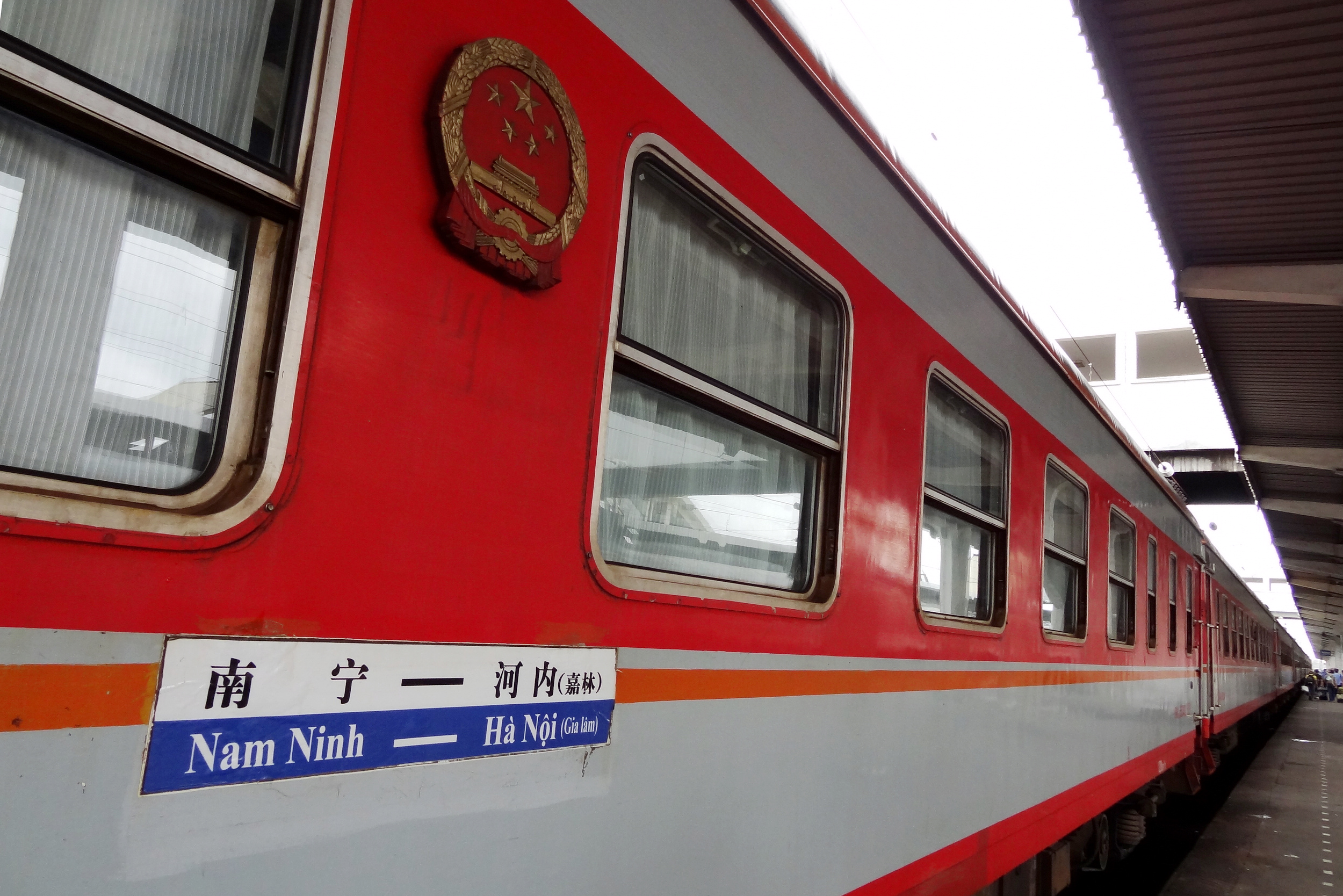
国际联运型25B客车
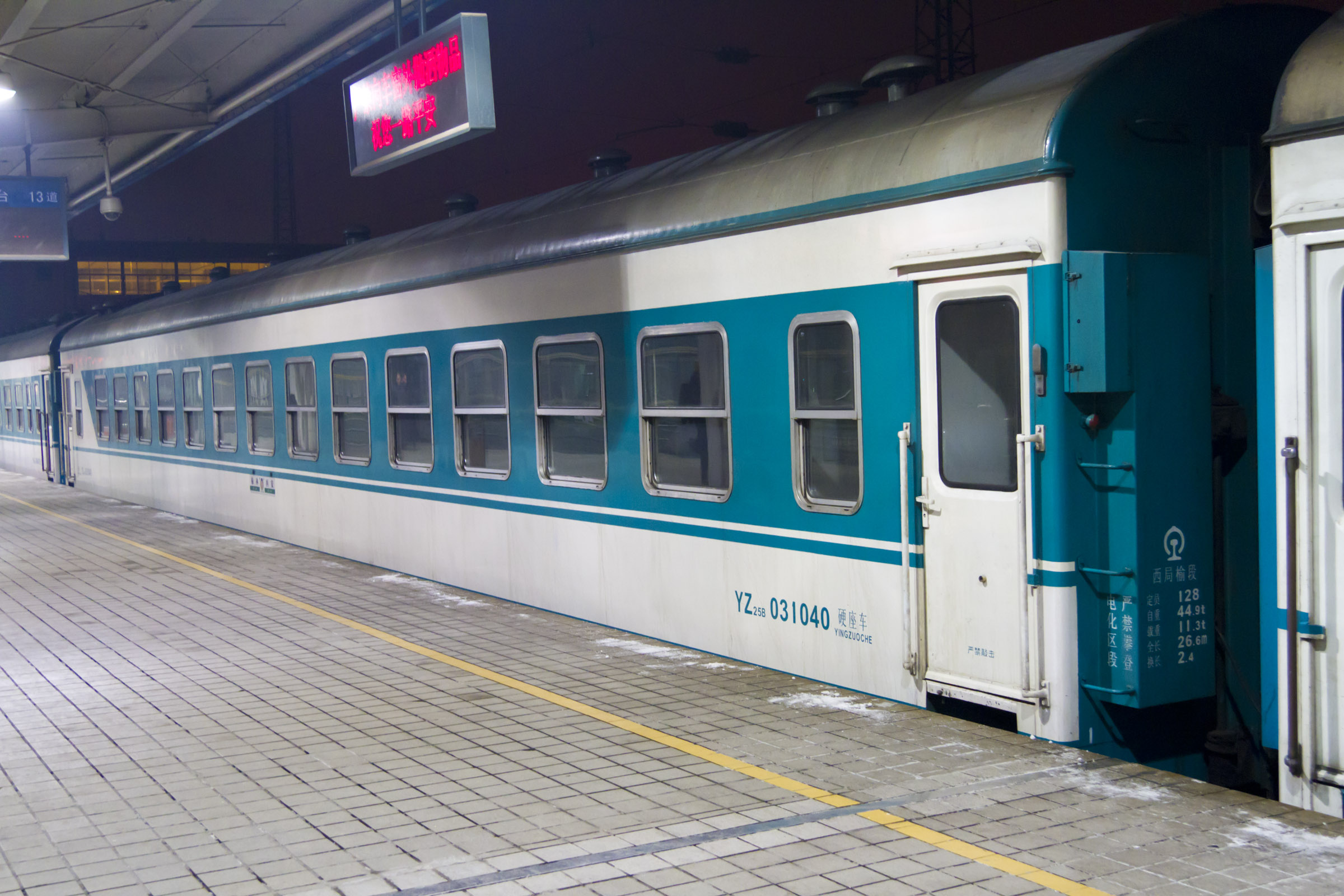
停靠西安站的配属西局榆段的25B型客车
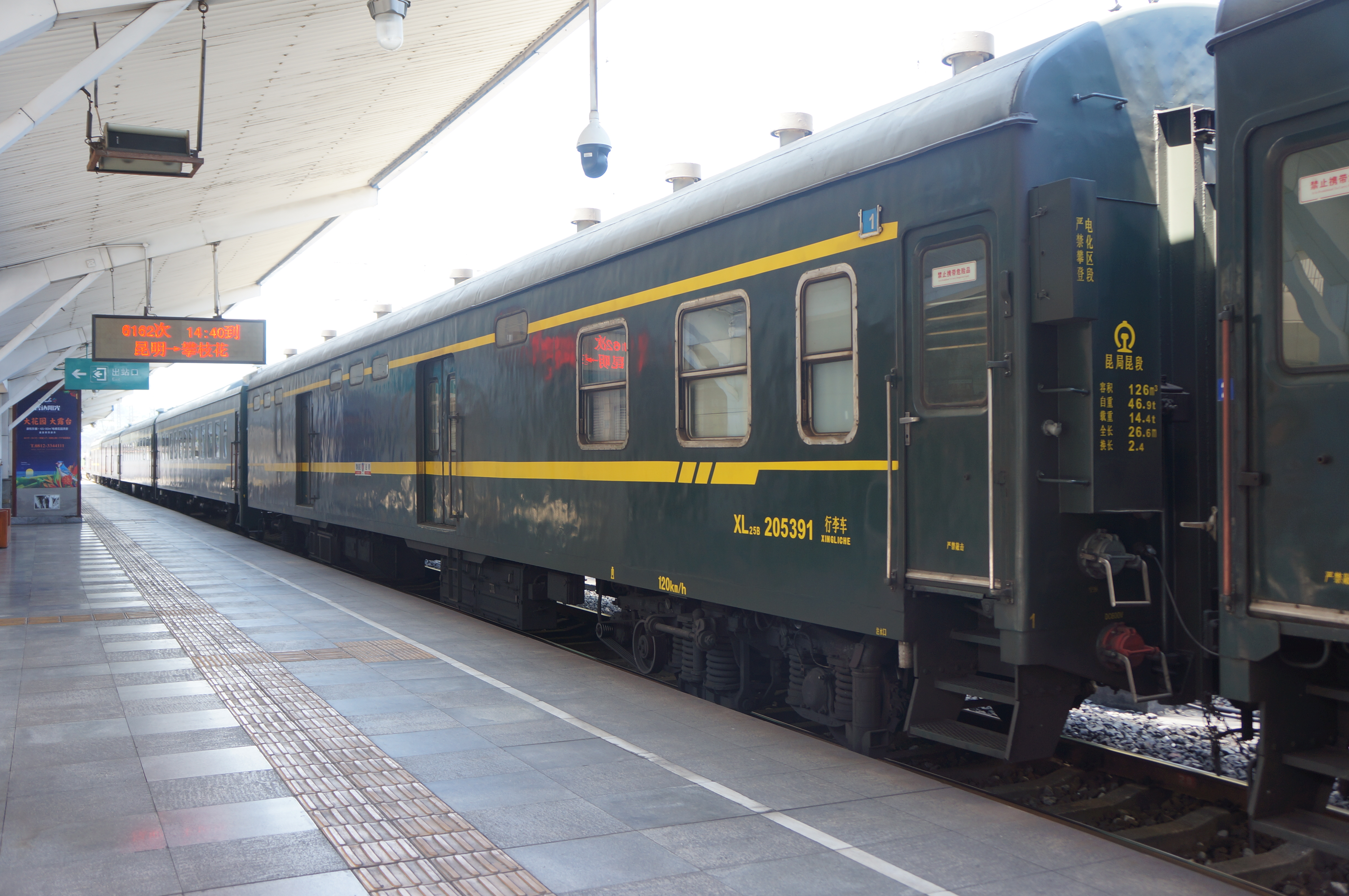
更换新涂装后的XL25B行李车

## 双层25B型客车

### 概要

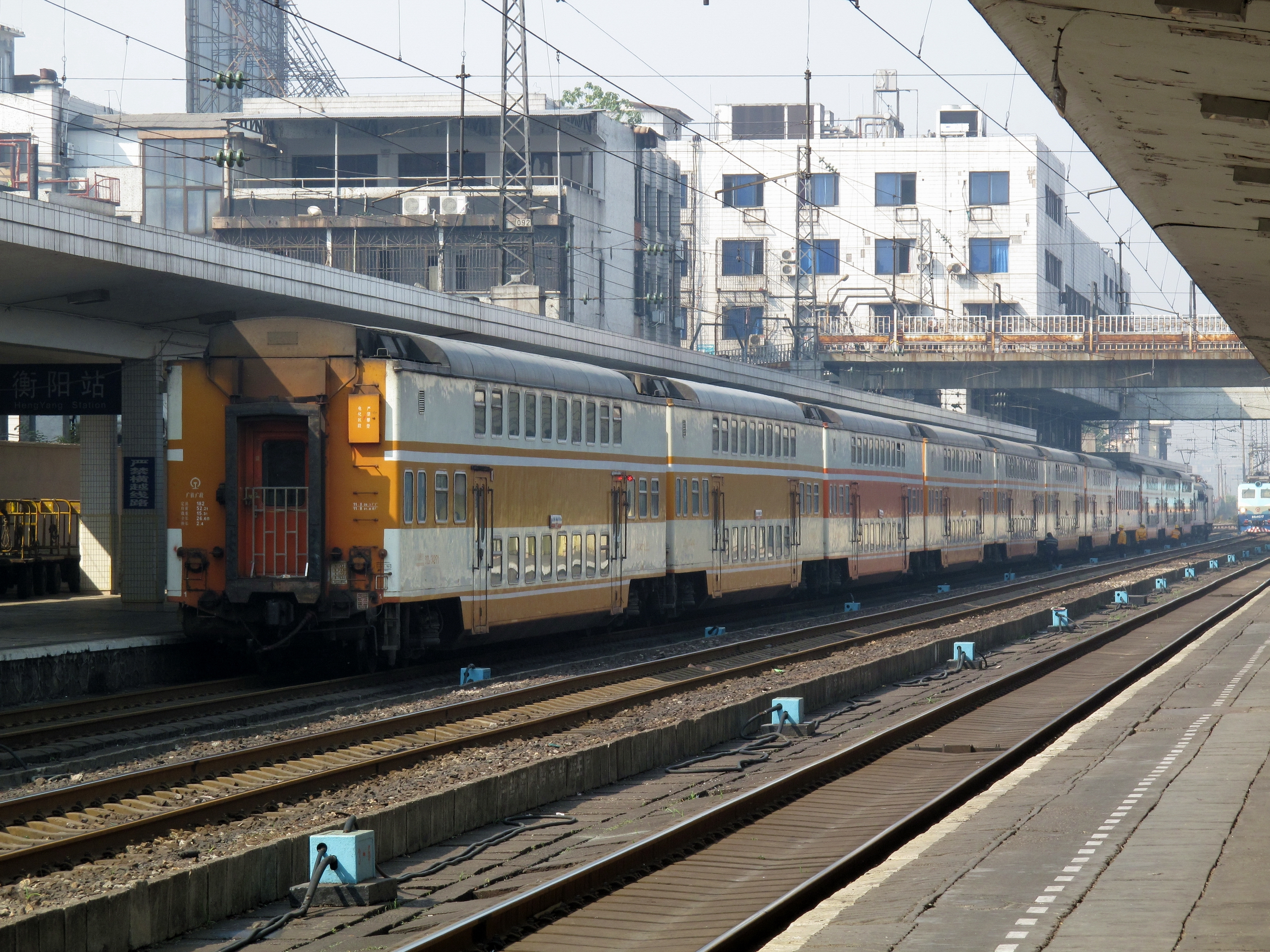
一列25B型双层空调客车在衡阳站

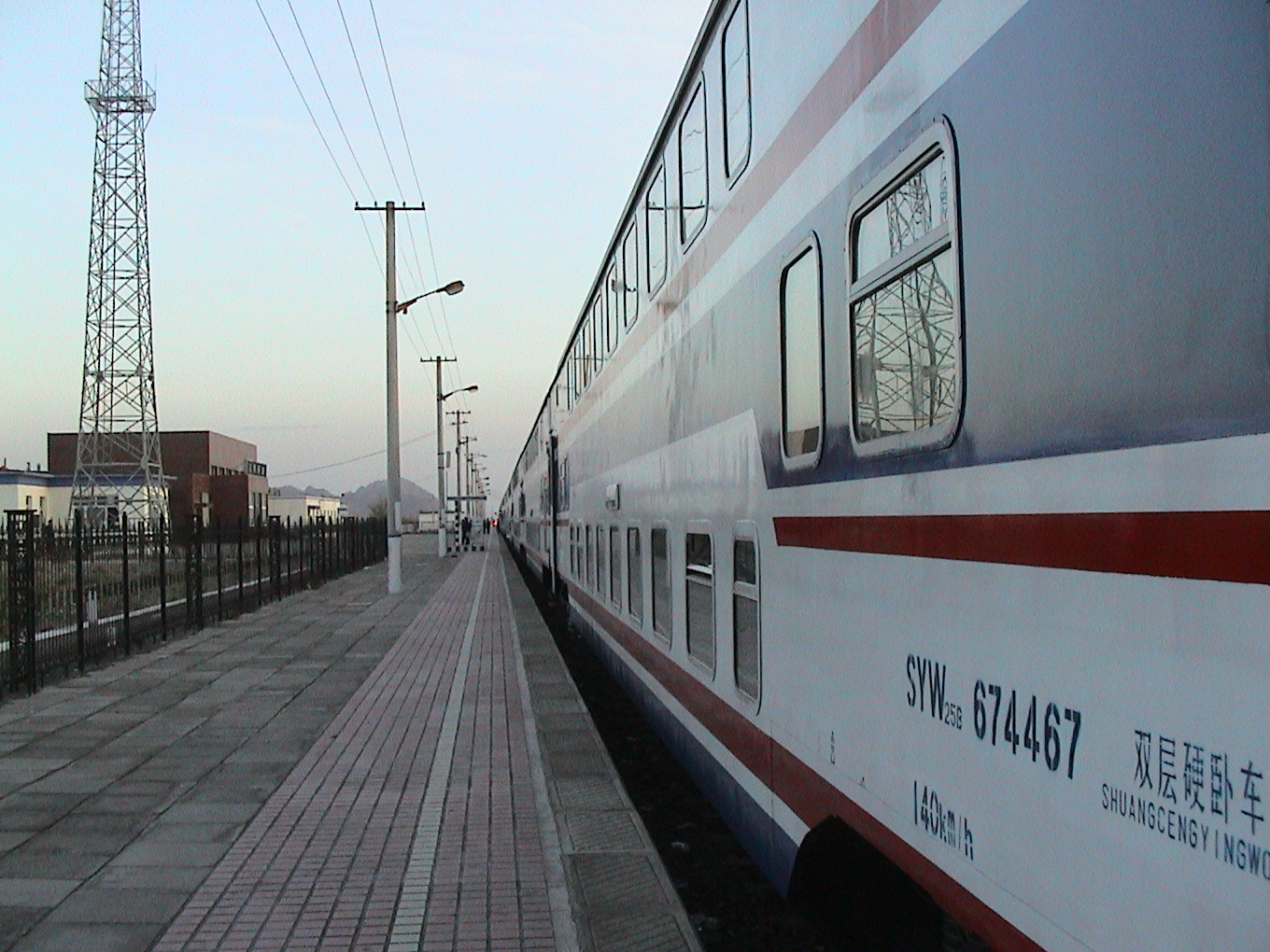
南疆铁路上运行的25B型空调双层硬卧车(SYW_{25B})，限速140km/h

1987年7月，南京浦鎮車輛廠试制了一小批“中短途用25型空调双层客车”，包括有硬座车、软座车和发电车三个车种，当时车号为SYZ25/SRZ25/KD25。这批双层客车就是后来由1991年起定型生产的25B型空调双层客车的前身。浦鎮廠和長春客車廠在1991年开始对原来的25型双层客车进行改良，于1992年定型为25B型空调双层客车并开始批量生产。最早制造的车种包括中短途用的硬座车（SYZ25B）和软座车（SRZ25B）。列车车体钢结构为高强度耐候低合金钢制造的带非贯通中梁的整体承载薄壁筒形焊接结构，客车设计使用寿命30年。最初生产的车体钢材强度较低，因此在车身上带有加强筋，但随着质量改良后期生产车辆就取消了这种措施，侧墙外表为平板。客车采用209PK型转向架（P代表盘式制动；K代表空气弹簧），装有迷宫式轴箱，弹性定位套和定位座箱定位装置；摇枕上部和构架之间加装横向油压减震器。二系弹簧为空气弹簧以适应双层车承载重量变化大的特点。车体使用整体组合式铝合金车窗，装有车顶单元式空调机组，使用发电车集中供电。而1989年生产的“中短途用25型空调双层客车”，在后来的厂修过程中车身标记大部分都被改为SYZ25B和SRZ25B。
至1994年，浦鎮廠又研制了中长途用的25B型空调双层客车，车种包括硬卧车、软卧车、餐车。车体结构与座车相同，只在内里设备有所不同。
25B型空调双层客车使用的209PK型转向架，最初生产不带电子防滑器的构造速度是120km/h，而后期加装电子防滑器的209PK型转向架则限速提高到140km/h。早期的25B型双层硬座车和双层软座车的车门是位於兩個轉向架之間，开门位置較低以適應低站台的環境，车体颜色大多是橙色与米黄色结合，而由沈阳局以及成都局管理的双层25B则统一进行了刷绿处理（与单层25B涂装相同，但黄色色带位于两层的车窗之间）。后来所有新造的25B型双层客车都是用了標準的兩端車門设计。

### 車內布局
雙層硬座車和雙層軟座車的座位布局與單層車一樣，分別為3+2和2+2方式。雙層硬座車的定员因车内设施不同如播音室等而改变，定员约170至最多186人。而雙層軟座車定员108~110人。
雙層硬臥車定員80/76（帶播音間）人，兩端部各一中間層包間，三層鋪，每間6人；上下層均為9個包間，均為雙層鋪，端部包間2人，其它8個包間均為4人。雙層軟臥車定員50人，與硬臥車結構基本相同，兩端部各一中間層包間，為雙層鋪，每間4人；下層7個包間，為雙層鋪，每間4人；上層包間7間，為單層鋪，每間2人。以上四個車種都配有配電室、乘務員室、自动电茶炉，并設洗臉間及兩個廁所。雙層餐車的上下層共有14張桌子，可同時容納72人就餐。

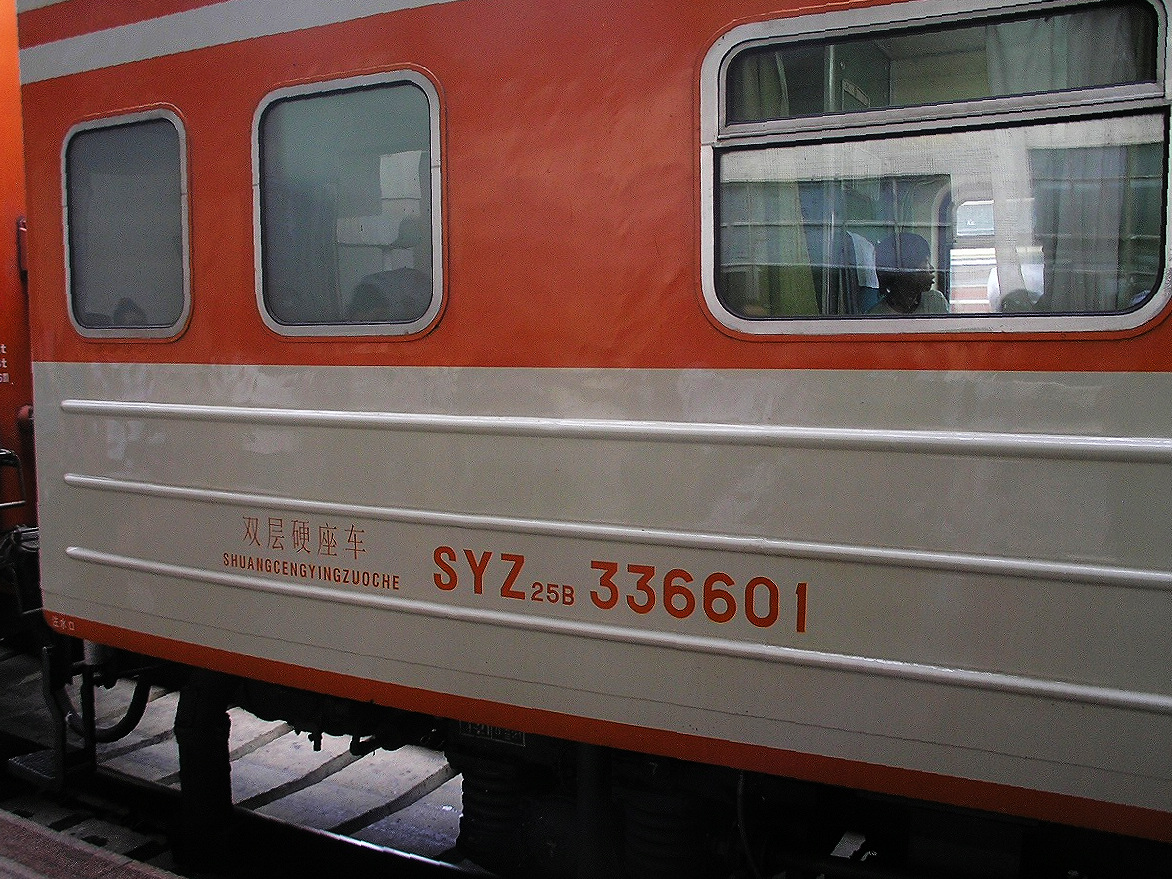
车身上有加强筋的25B型双层客车
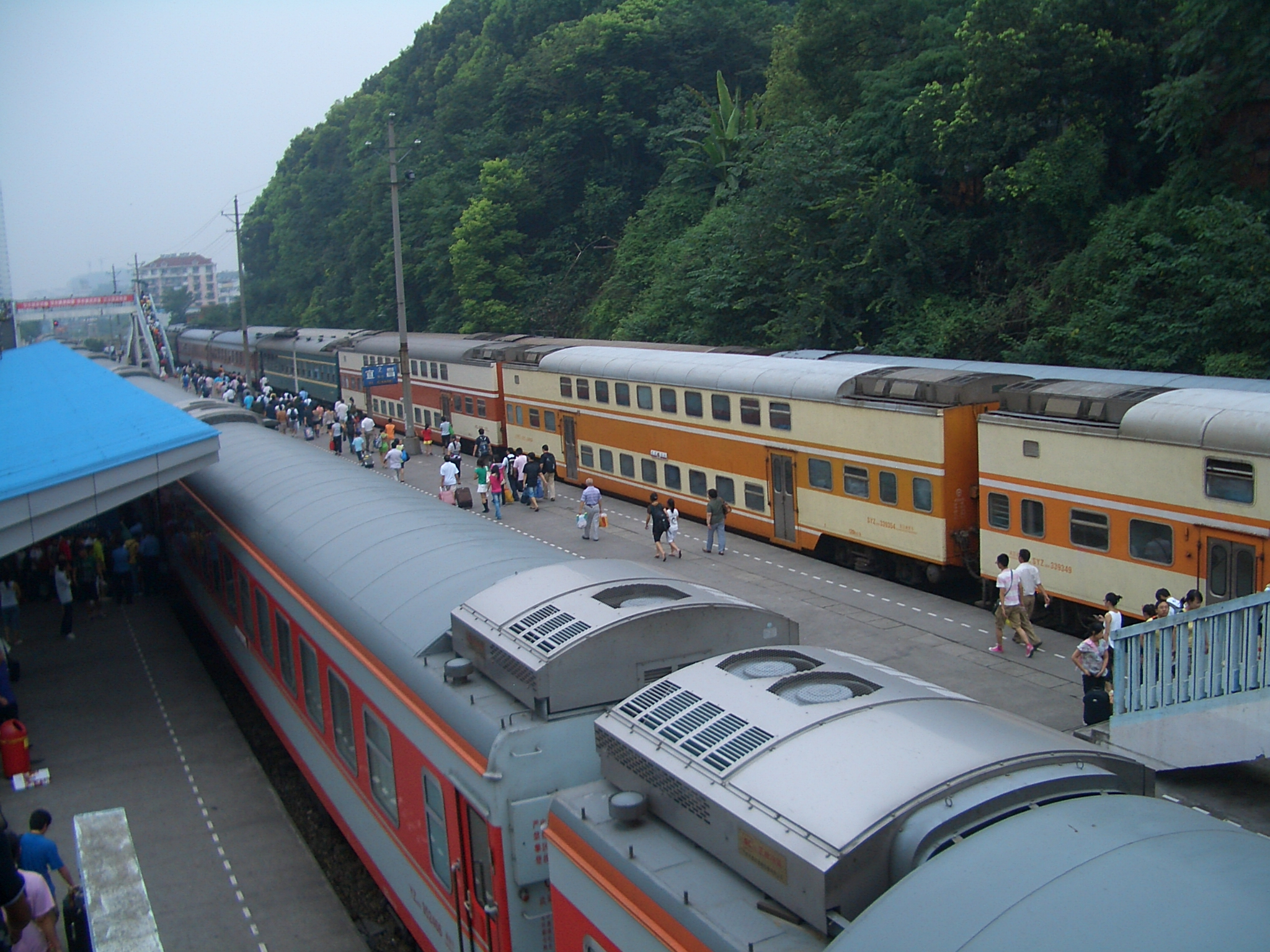
25B型双层客车与单层的25B、25G型客车混编列车
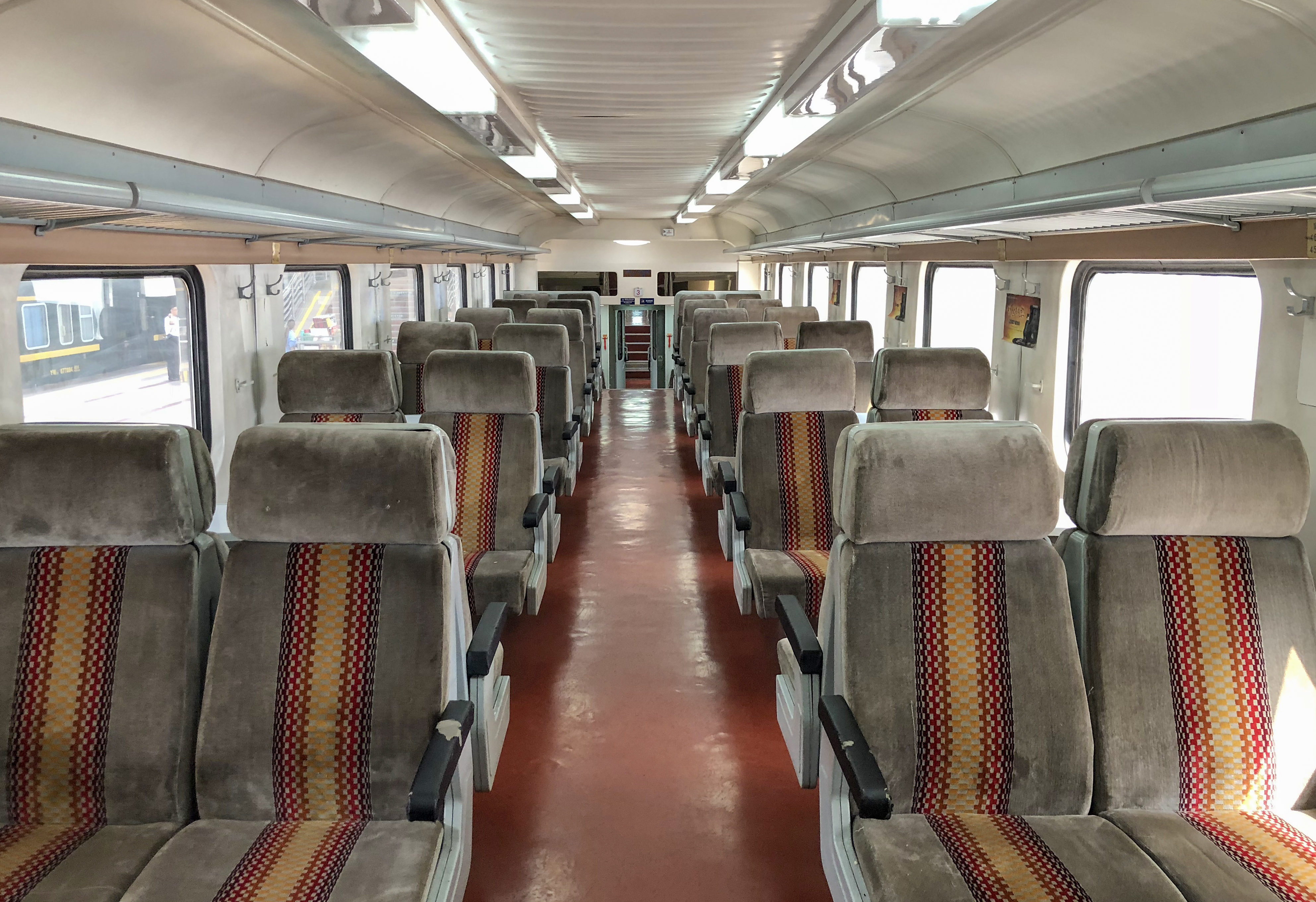
25B型双层软座客车上层内部
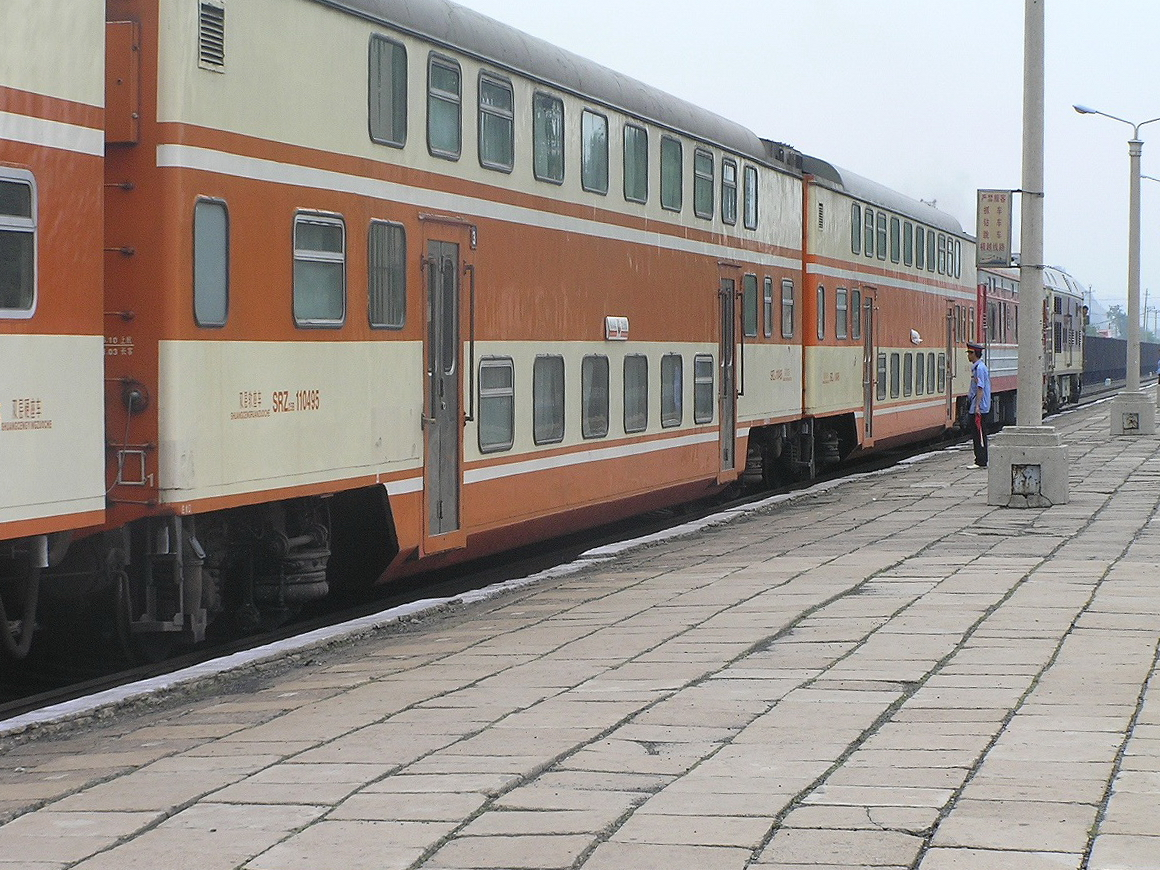
一列25B型双层客车在滨绥铁路玉泉站发车，其车门位於兩個轉向架之間
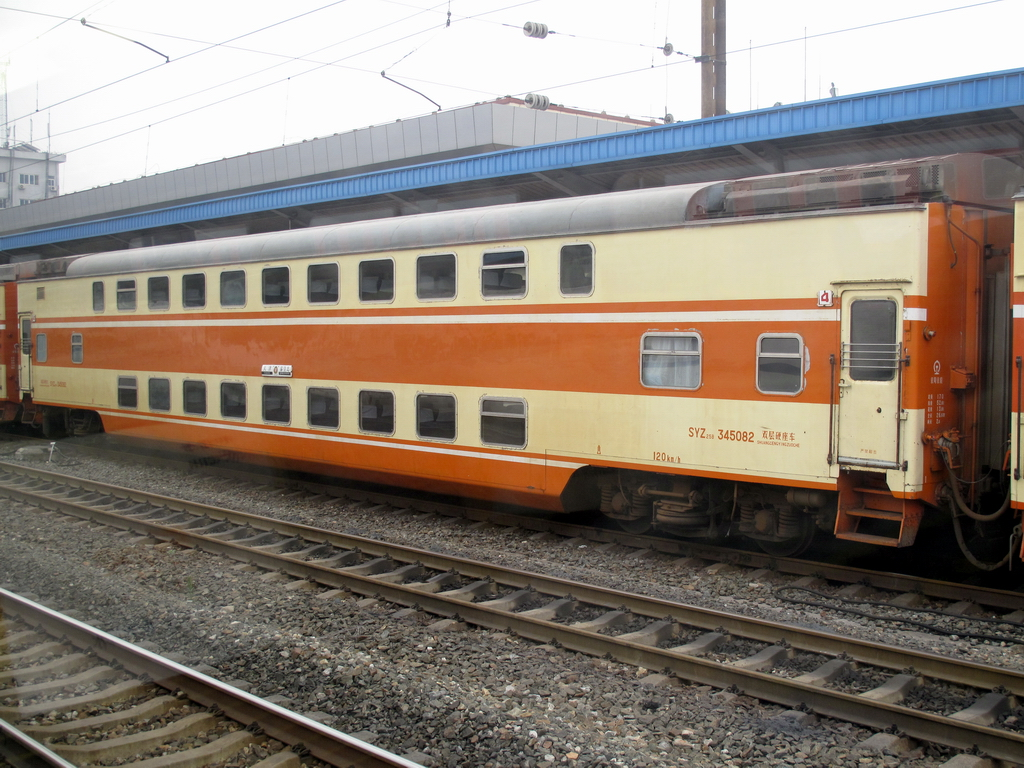
停靠秦皇岛站、担当天津—秦皇岛城际列车的25B型双层硬座车，车门位于车体兩端
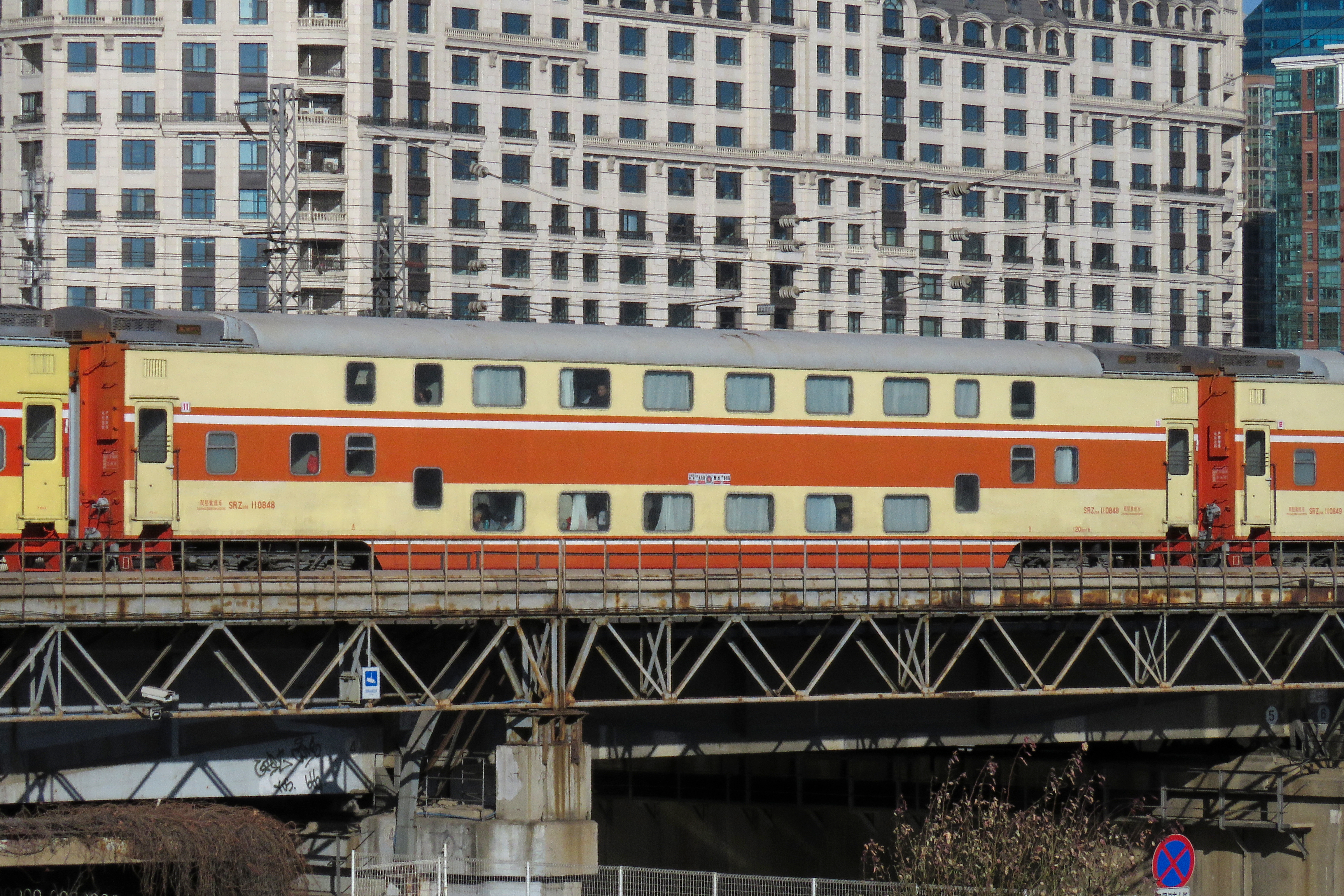
K7714次编组中的25B双层软座车
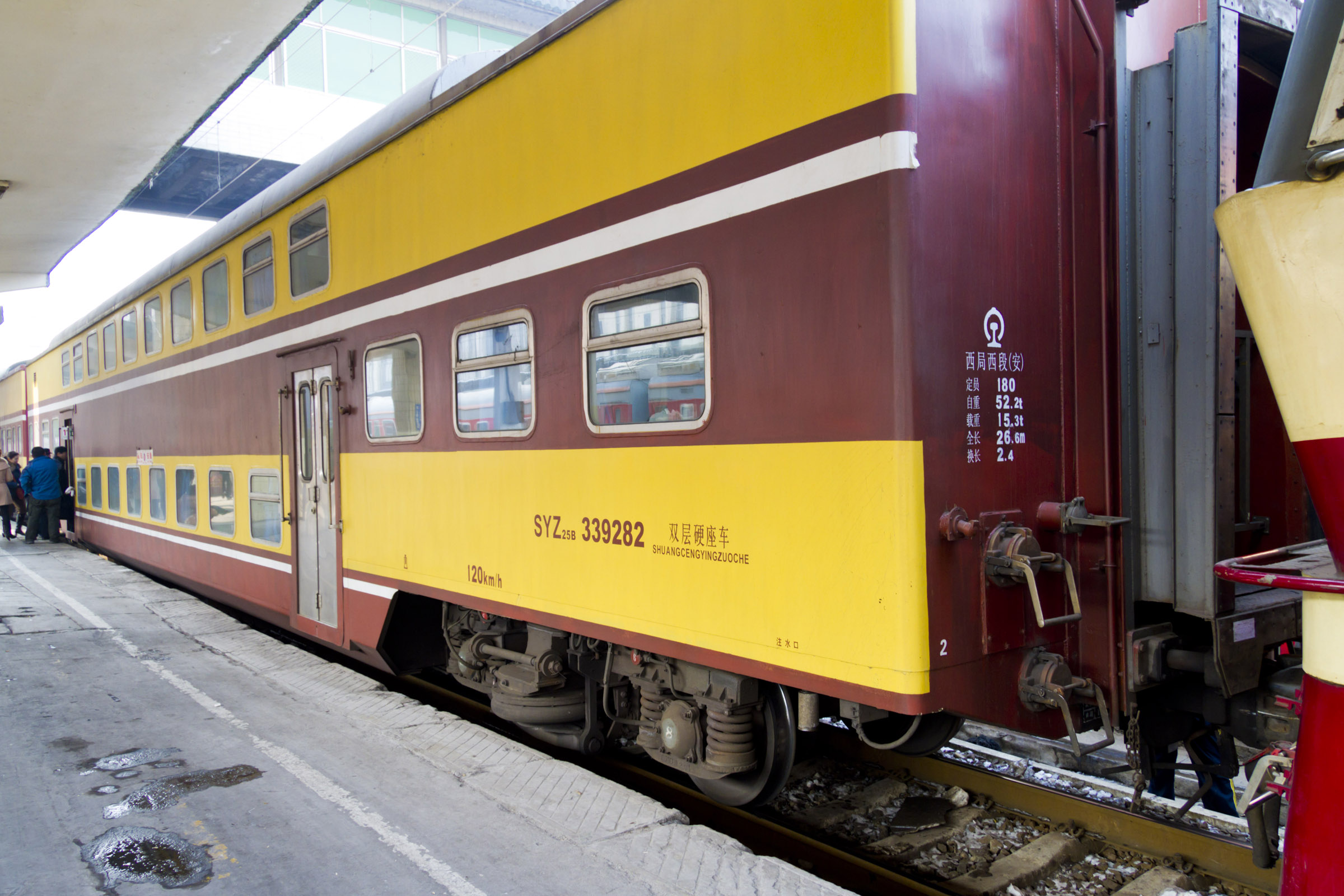
停靠西安站的25B型双层硬座车，担当咸阳-安康间4916/7次列车
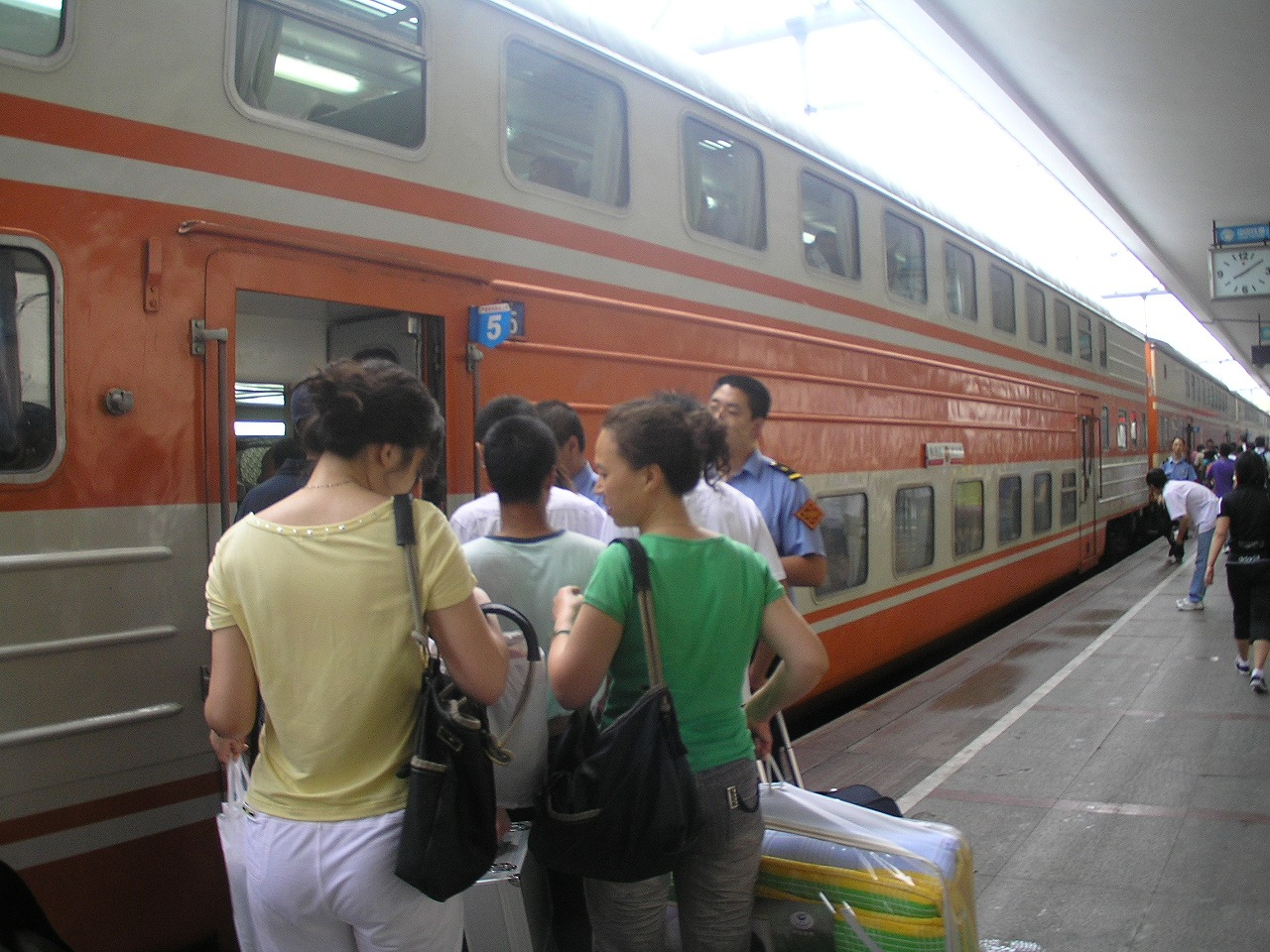
停靠在哈尔滨站的25B型双层硬座车
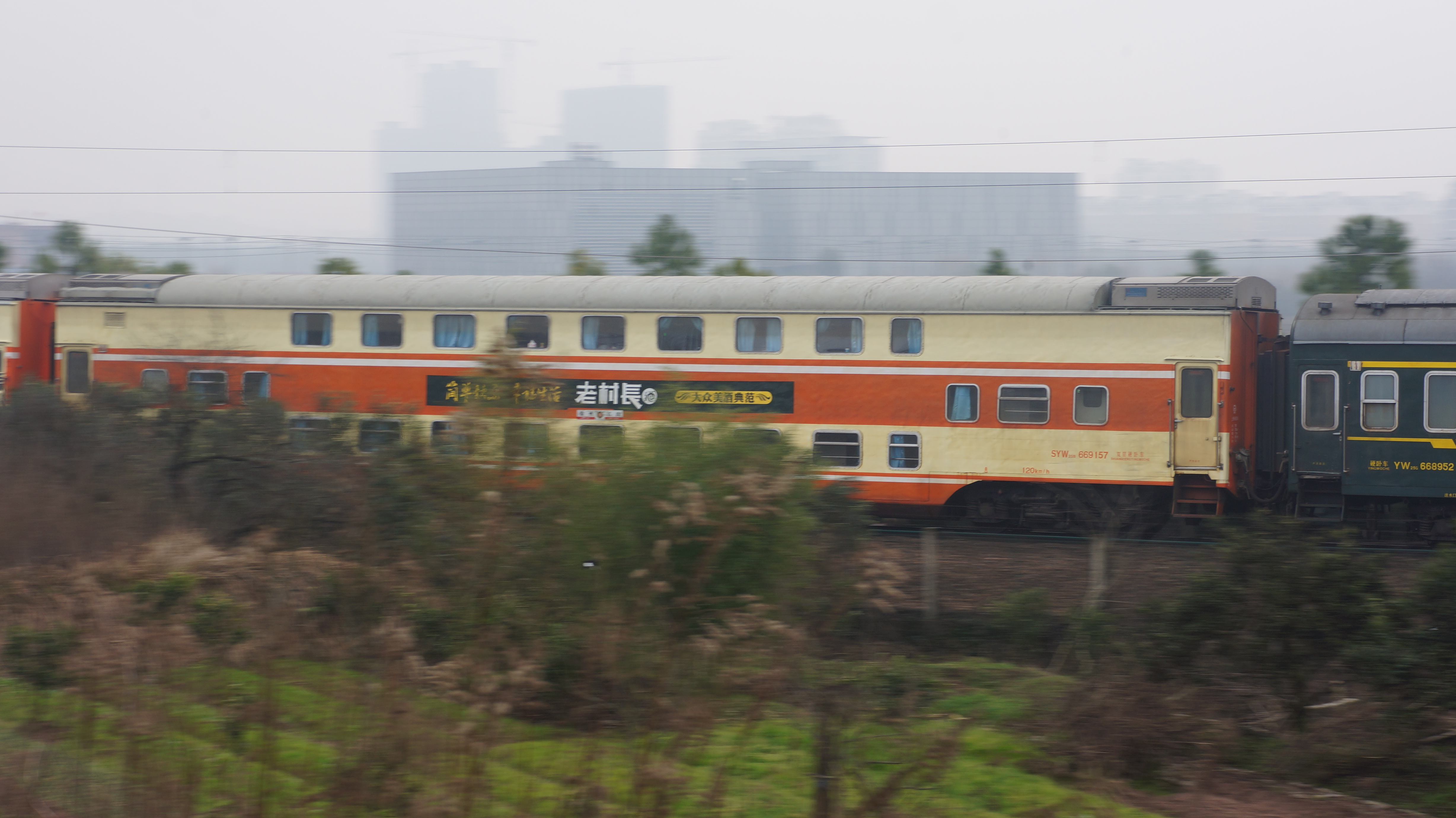
配属上海铁路局的25B型双层硬卧车
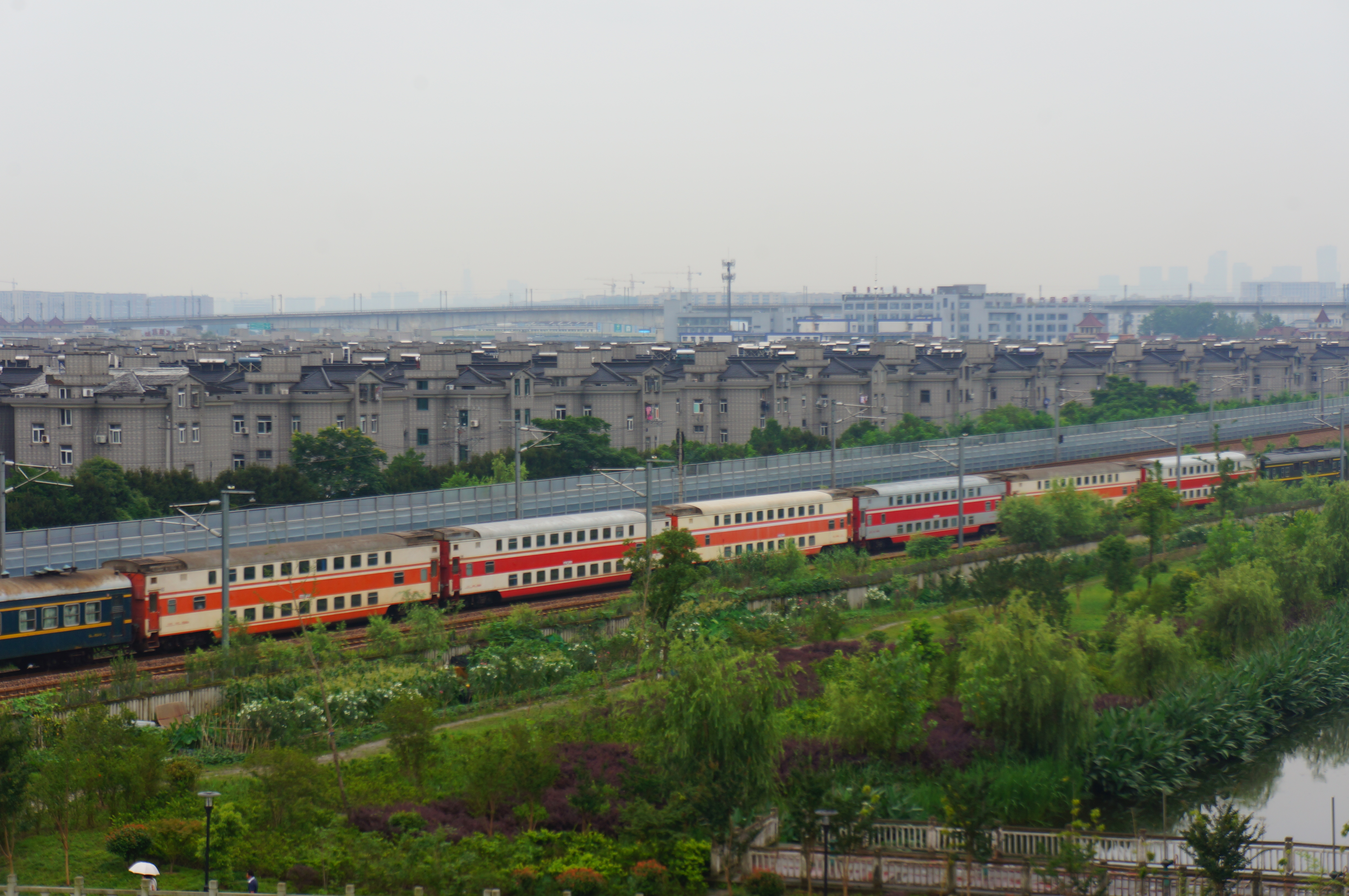
K1652次编组中的25B双层硬座车，配属郑州铁路局

## 技术参数

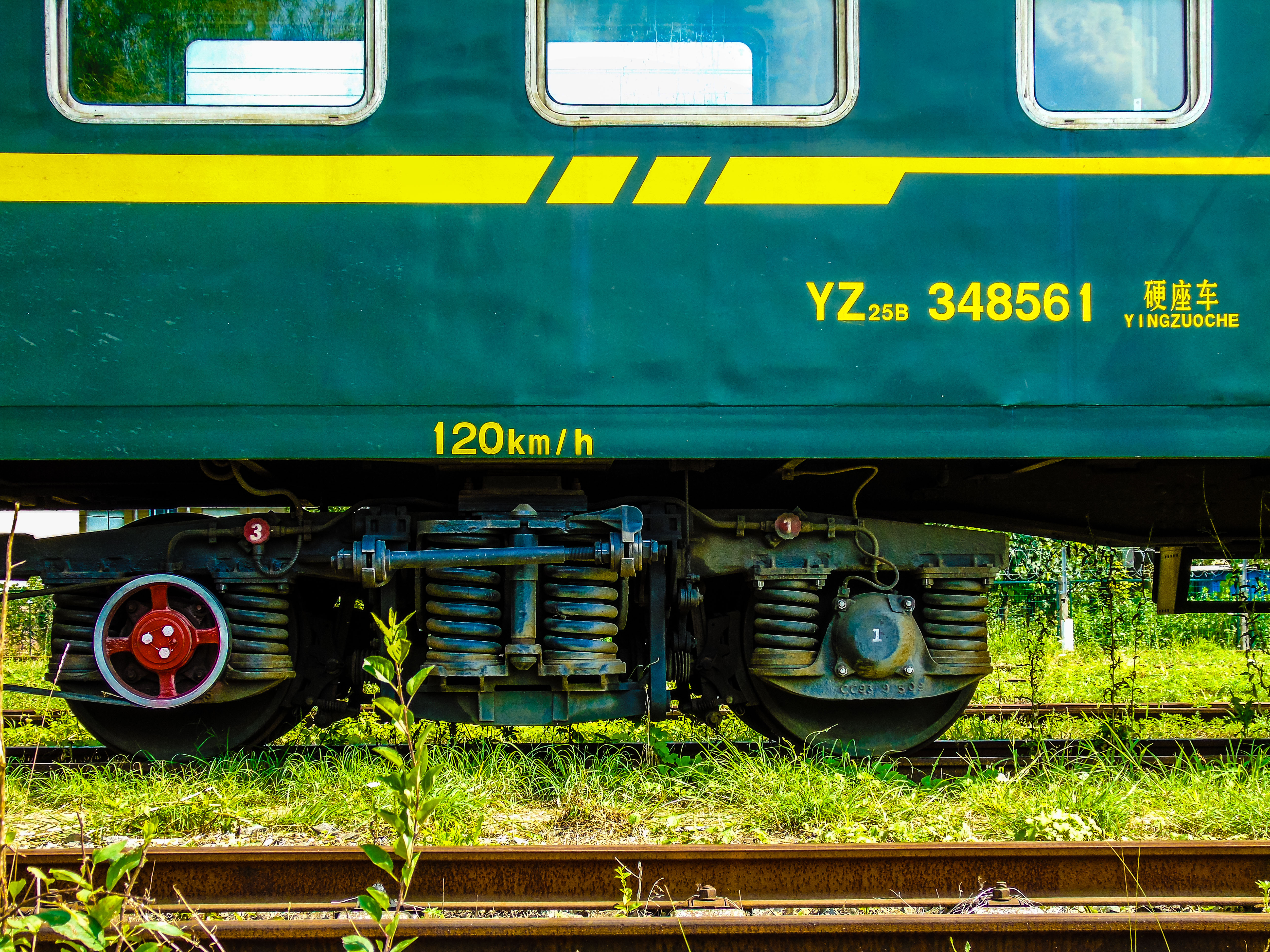
中国铁路25B型普通客车转向架

| 车种                 | 25B型普通客车 | 25B型空调双层客车 |
| -------------------- | --- | --- |
| 定員                 | 硬座車：128 / 122（带车长办公席） 软座車：80 硬卧车：66 / 60（帶播音間） 软卧车：36 / 28（部属软卧车） 高级软卧车：10～18 餐车：48 行李车、邮政车：4 | 双层硬座車：170～186 双层软座車：108～110 双层硬卧车：80/76（帶播音間） 双层软卧车：50 双层软卧餐车合造车（乌局）：66 双层餐车：72 |
| 構造速度             | 140km/h | 140km/h（有电子防滑器） 120km/h（无电子防滑器）                                                                                    |
| 最大运营速度         | 120km/h | 140km/h（有电子防滑器） 120km/h（无电子防滑器）                                                                                    |
| 車輛長度（不计车钩） | 25500 mm | 25500 mm |
| 車體高度             | 4433 mm | 4750 mm |
| 車輛闊度             | 3105 mm | 3105 mm |
| 自重                 | 硬座車：44.7 吨 软座車：50.2 吨 硬卧车：47 吨 软卧车：51.5 吨 高级软卧车：53.2 吨 餐车：47 吨                                                        | 双层硬座車：52.2 吨 双层软座車：51.9 吨 双层硬卧车：53.6 吨 双层软卧车：56 吨 双层餐车：54 吨                                      |
| 轉向架               | 209P、209T、206G。 | 209PK。 |
|                      | | |
| 供電制式             | （非空调）硬座、硬卧、软座：轮轴发电 软卧、餐车：自带柴油发电机+轮轴发电 空调硬卧、空调软座、加改空调：发电车集中供电（AC380V）                      | 发电车集中供电（AC380V） |
| 制動                 | 踏面（轮缘）制动、104型制动机 | 盘式制动、104型制动机 |
| 採暖                 | 非空调25B型：鍋爐溫水循環 空调25B型：空調+電熱 | 空調+電熱 |
| 生产厂商             | 长春轨道客车、唐山軌道客車 四方機車車輛厂、南京浦鎮車輛廠                                                                                            | 南京浦鎮車輛廠 |

## 车辆运用历史
1993年1月9日，首批25B型硬座客车在北京至长春间的T59/60次列车上首次运用。此后25B型客车量产并陆续替换许多旧有的22型客车，但中国铁路自1990年代起大规模使用空调客车，25B型客车的产量始终不及25G型空调客车。现时25B型客车主要用于非空调的普快车次。
25B型空调双层客车方面，最早用于来往北京和天津的城际列车，直至1997年为止。1996年4月1日，沪宁线开行第一列使用25B型双层客车为车体的“先行号”快速旅客列车，最高运行速度为140km/h，这是当时中国铁路既有线提速的一大突破。同年7月1日，北京铁路局使用双层25B型客车和双层25Z型客车在京秦线上开行“北戴河号”快1/2次列车。

### 车辆改造
由於某些铁路局的25G型空調客车備用量十分不足，所以会选择把原本没有空调的25B型硬座車和硬卧车加装车顶集中单元式空调机、柴油机、发电机、油箱等装置，将其改造成带空调的自供电客车。或者直接加装AC380V交流电供电线路以容许空调发电车集中供电，还换成与25G型一样的红白色涂装，亦即是将25B型改造成25G型空調客车，編掛到大列空調車編組中運用，这种改装车在南宁铁路局中尤其多，车号大多保留不变。但改装后硬座车定员依然是原来的128人，而非25G型的118人，此类车辆改装一般由位于广西壮族自治区柳州市的柳州机车车辆厂进行，其他车辆厂也进行此类改造业务。例如2007年浦镇车辆厂为南昌铁路局改造的“红色之旅”列车就是一个25B改25G的典型例子。
除此之外亦有部分25B型行李车与邮政车被改造为DC600V直流电供电制式，并在车底加装逆变器，以容许电力机车集中供电。

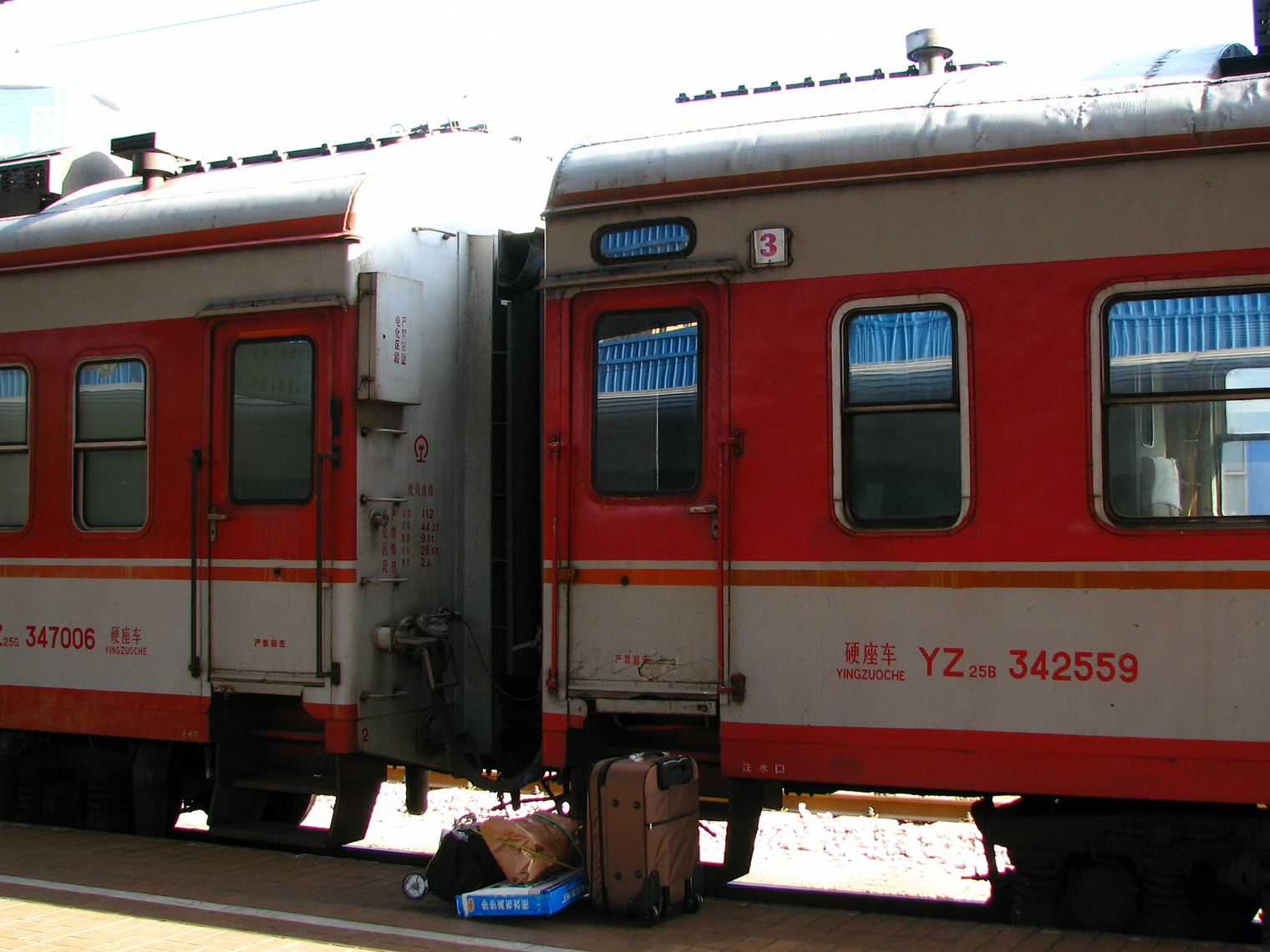
由非空调25B改造的空调硬座车，与25G型空调硬座车联挂；但部分25G型客车也设有席别灯
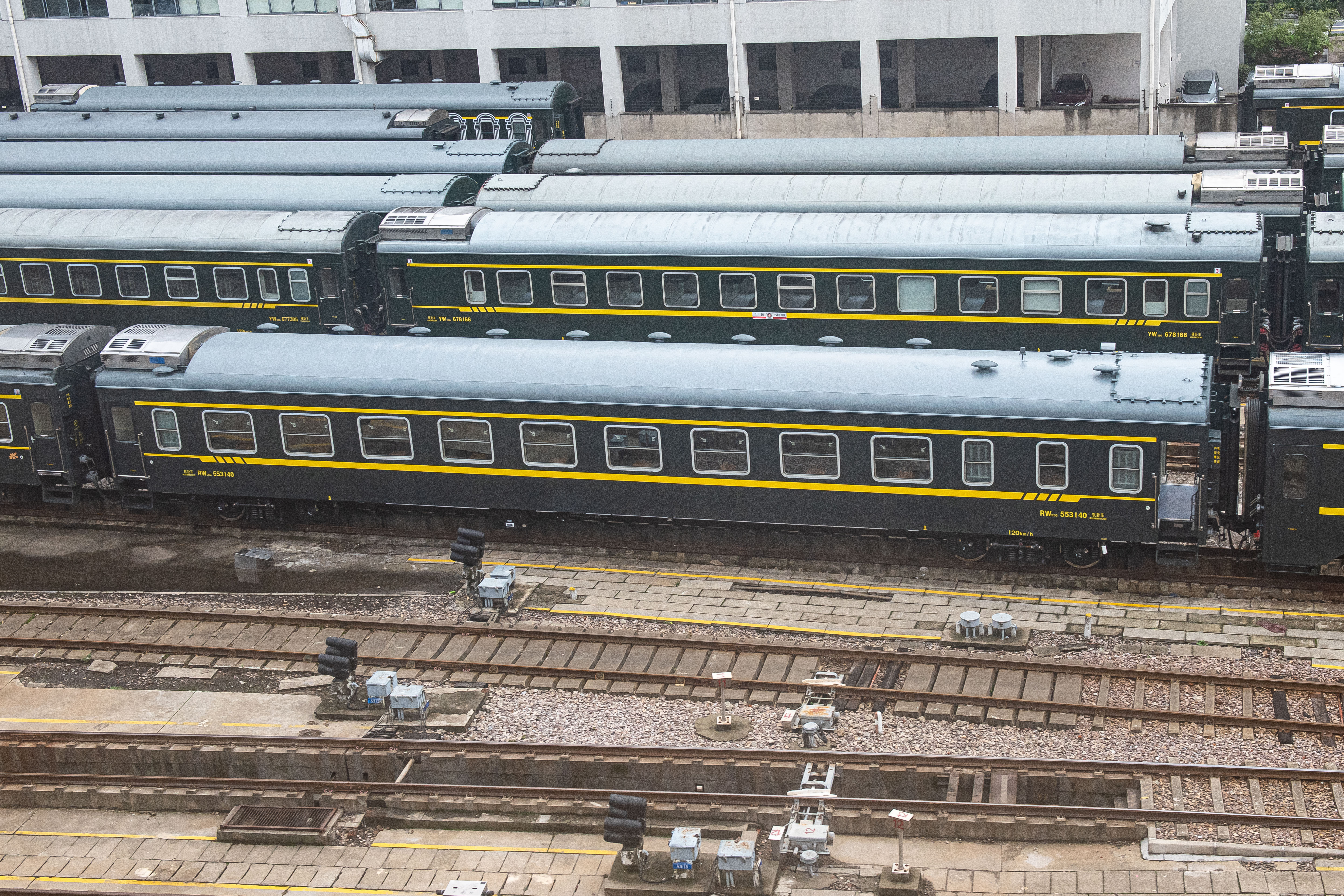
部分RW25B将车底发电机拆除，改为AC380V集中供电后，车体标示为RW25G
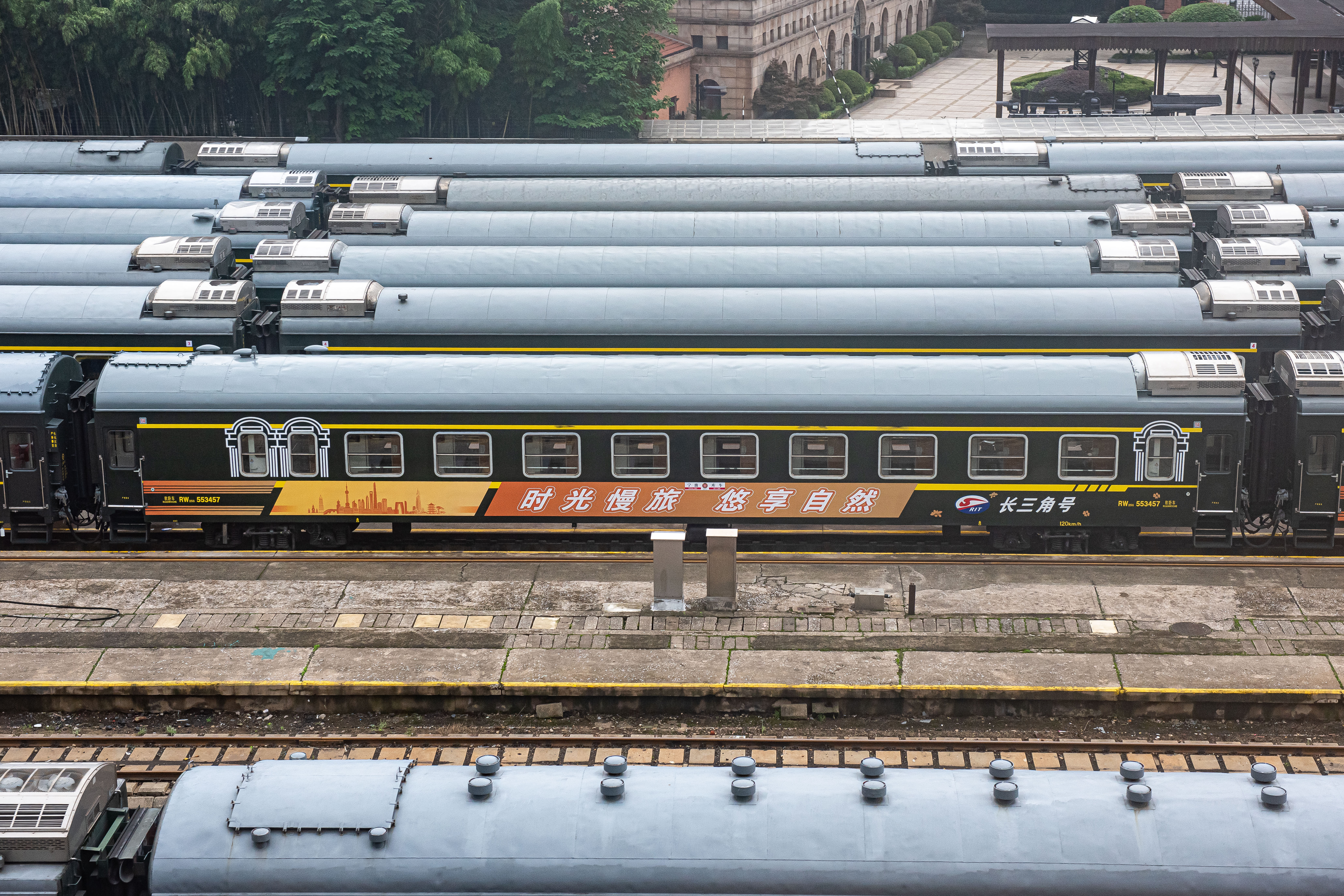
部分RW25B在改为集中供电的同时将车顶通风器拆除，亦标作RW25G
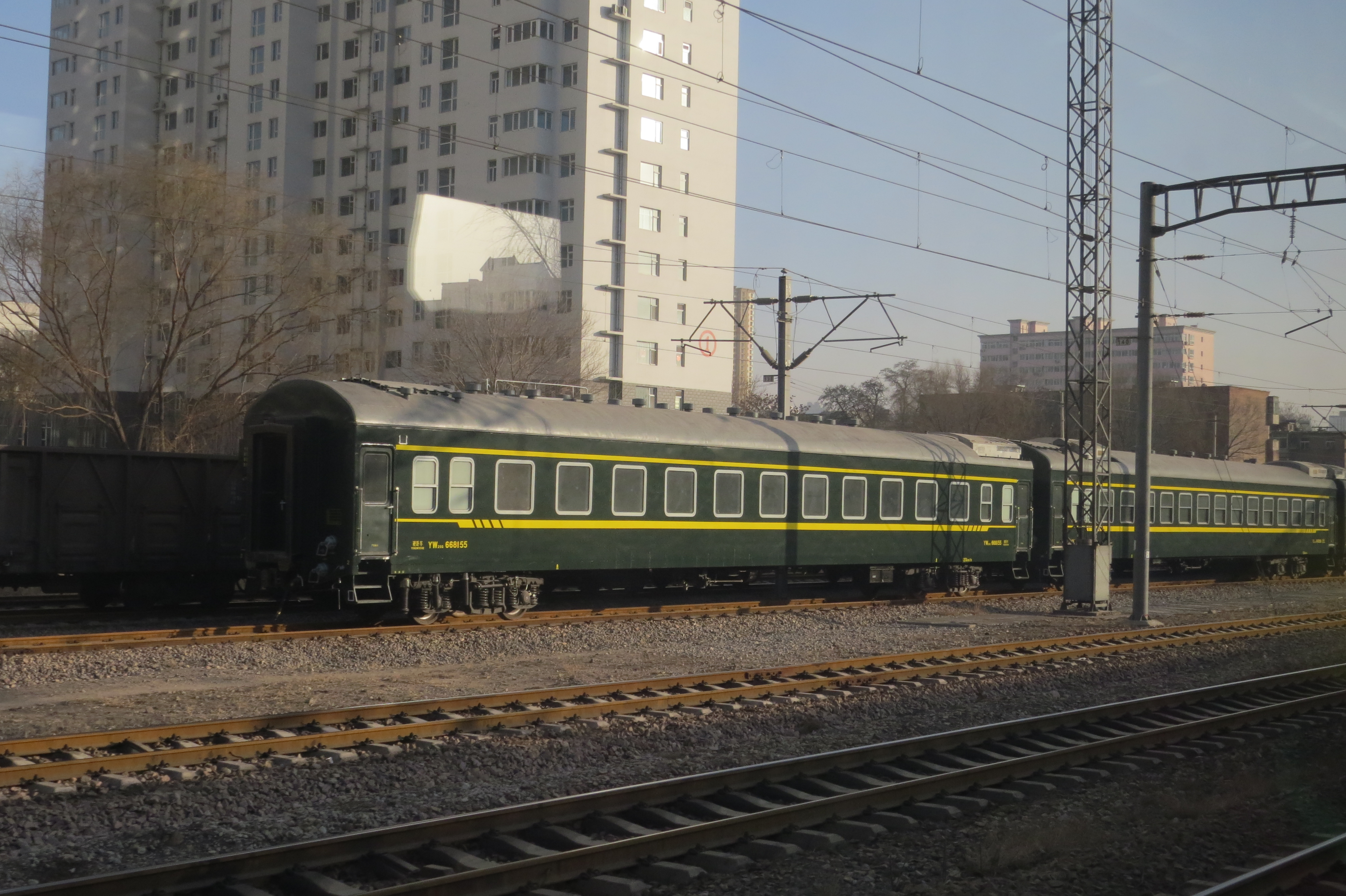
由YW25B改装而来的YW25G，中间车窗改为全封闭
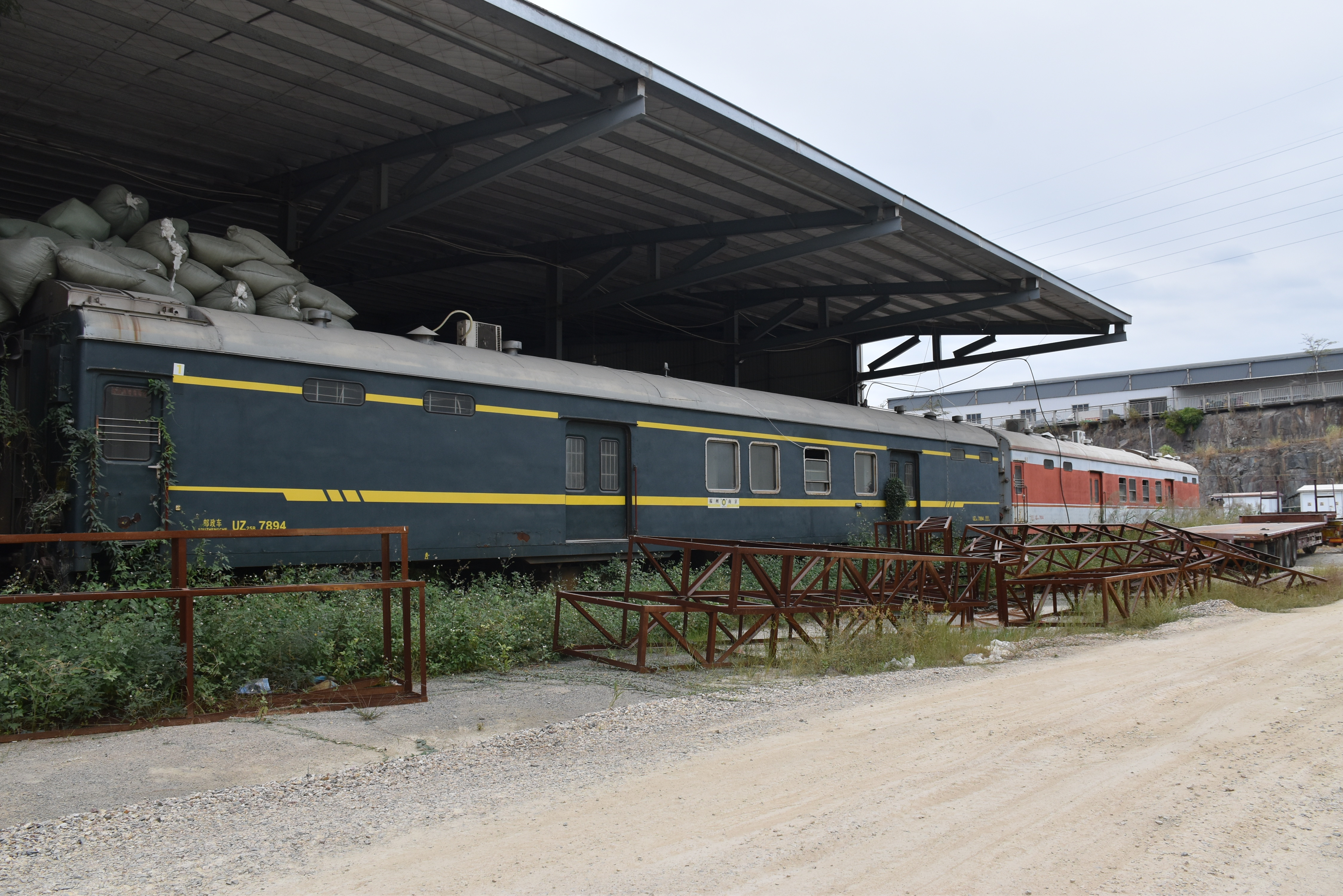
改造为DC600V直流电供电制式的UZ25B邮政车

## 外部連結
- 中国鉄路客車図鑑 25B系客車（日文）
- 我們的火車站 25B型客車：YZ25B硬坐車（页面存档备份，存于）、RZ25B軟座車（页面存档备份，存于）、SRZ25B雙層軟座車（页面存档备份，存于）、SYZ25B雙層硬座車（页面存档备份，存于）、SYW25B雙層硬臥車[]、RW25B軟臥車[]、XL25B行李車[]、SY25B試驗車（页面存档备份，存于）。